# Vallées de la Nizonne, de la Tude et de la Dronne en Poitou-Charentes
Le site Vallées de la Nizonne, de la Tude et de la Dronne en Poitou-Charentes est une zone naturelle d'intérêt écologique, faunistique et floristique (ZNIEFF) française des départements de la Charente et de la Charente-Maritime, en région Nouvelle-Aquitaine.

## Situation
Dans l'est du département de la Charente et dans le sud-est de celui de la Charente-Maritime, le site « Vallées de la Nizonne, de la Tude et de la Dronne en Poitou-Charentes », s'étend sur 4 368,86 hectares, sur le territoire de deux communes de la Charente-Maritime (La Barde et Saint-Aigulin), sur celui de trente communes de la Charente (Aubeterre-sur-Dronne, Bazac, Bellon, Blanzaguet-Saint-Cybard, Bonnes, Bors, Chalais, Combiers, Courgeac, Courlac, Édon, Les Essards, Gurat, Juignac, Laprade, Médillac, Montboyer, Nabinaud, Orival, Palluaud, Rioux-Martin, Ronsenac, Saint-Avit, Saint-Martial, Saint-Quentin-de-Chalais,  Saint-Séverin, Salles-Lavalette et Vaux-Lavalette) ainsi que sur celui de sept anciennes communes charentaises : Charmant, Chavenat et Juillaguet, intégrées à la commune nouvelle de Boisné-La Tude depuis 2016, ainsi que Aignes-et-Puypéroux, Montmoreau-Saint-Cybard, Saint-Amant-de-Montmoreau  et Saint-Laurent-de-Belzagot, intégrées à la commune nouvelle de Montmoreau depuis 2017.
Sur les trente-deux communes de la ZNIEFF « Vallées de la Nizonne, de la Tude et de la Dronne en Poitou-Charentes », 60 % de sa superficie est concentrée sur neuf communes : environ 10 % sur le territoire de la commune nouvelle de Montmoreau, de 6 à 8 % sur les territoires de Bonnes, Chalais, Laprade, Saint-Aigulin et Saint-Séverin, et environ 5 % sur ceux de La Barde, Bazac et Salles-Lavalette.
La zone s'étage entre 26 et 133 mètres d'altitude le long des vallées de plusieurs cours d'eau : 
- la Dronne depuis son entrée en Charente à Saint-Séverin jusqu'à La Barde en Charente-Maritime ;
- la Nizonne (ou Lizonne) depuis Combiers jusqu'à sa confluence avec la Dronne à Saint-Séverin ;
- la Tude (affluent de la Lizonne) et plusieurs affluents de la tête de bassin de la Tude, notamment l'Eau Morte, le ruisseau de l'Étang Gouyat, la Gace, la Gaveronne (ou la Planche), le ruisseau de Landuraud et la Velonde ;
- le Goulor sur les 500 derniers mètres avant sa confluence avec la Dronne ;
- la Manore sur le dernier kilomètre avant de confluer avec la Nizonne.

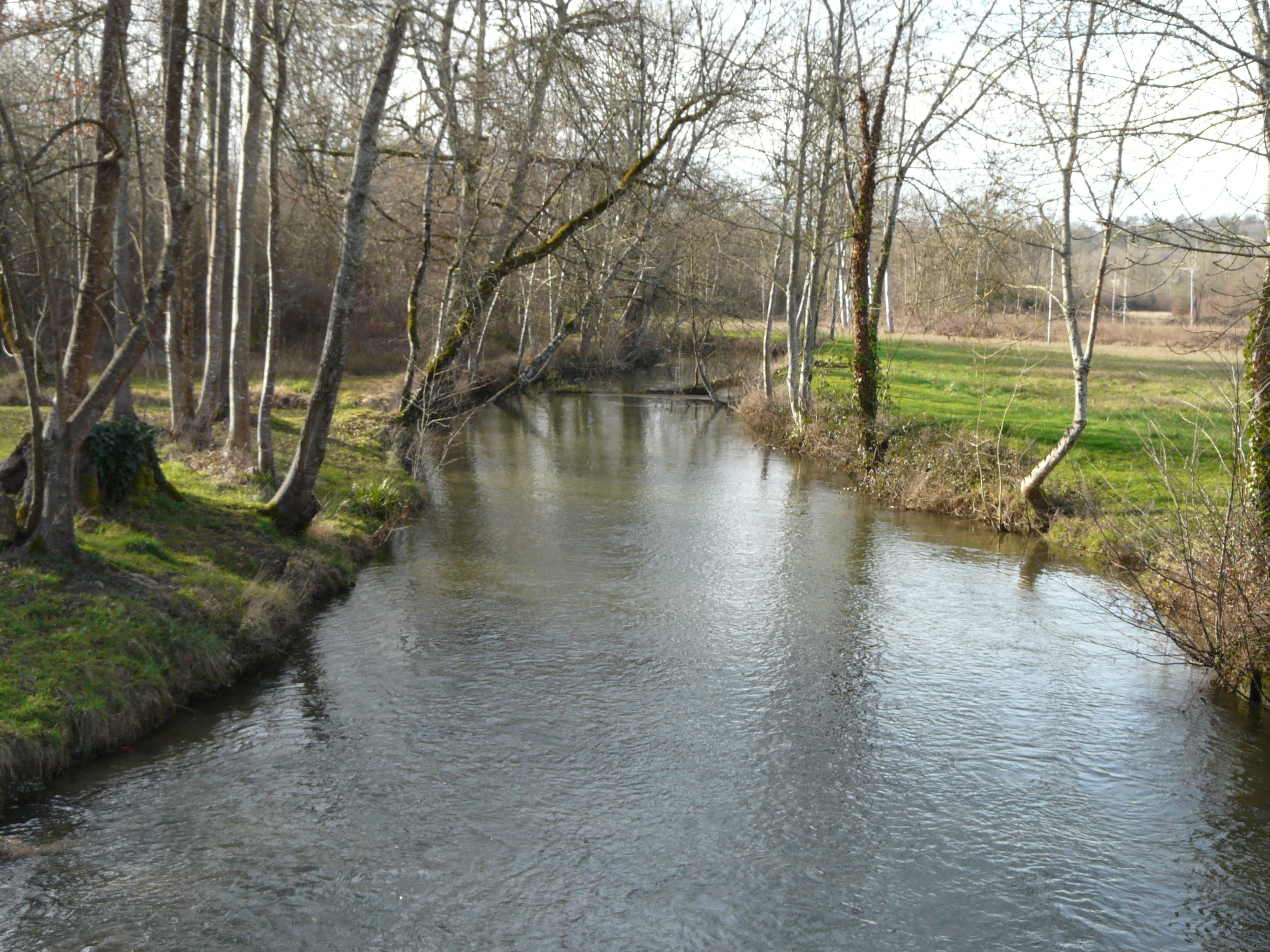
La Nizonne en limite de La Rochebeaucourt-et-Argentine (Dordogne) et Combiers (Charente).
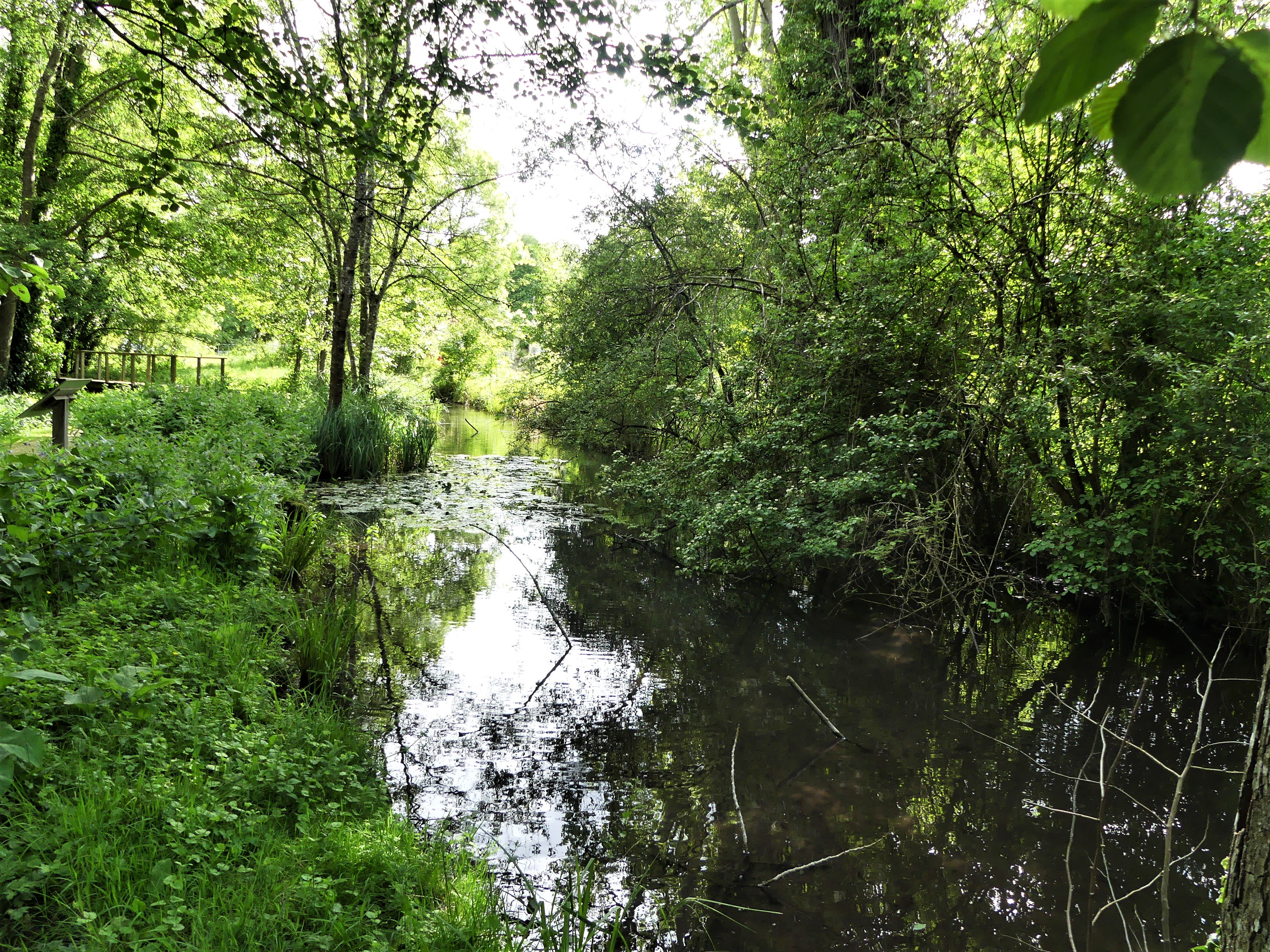
Le canal des Moulins à Gurat.
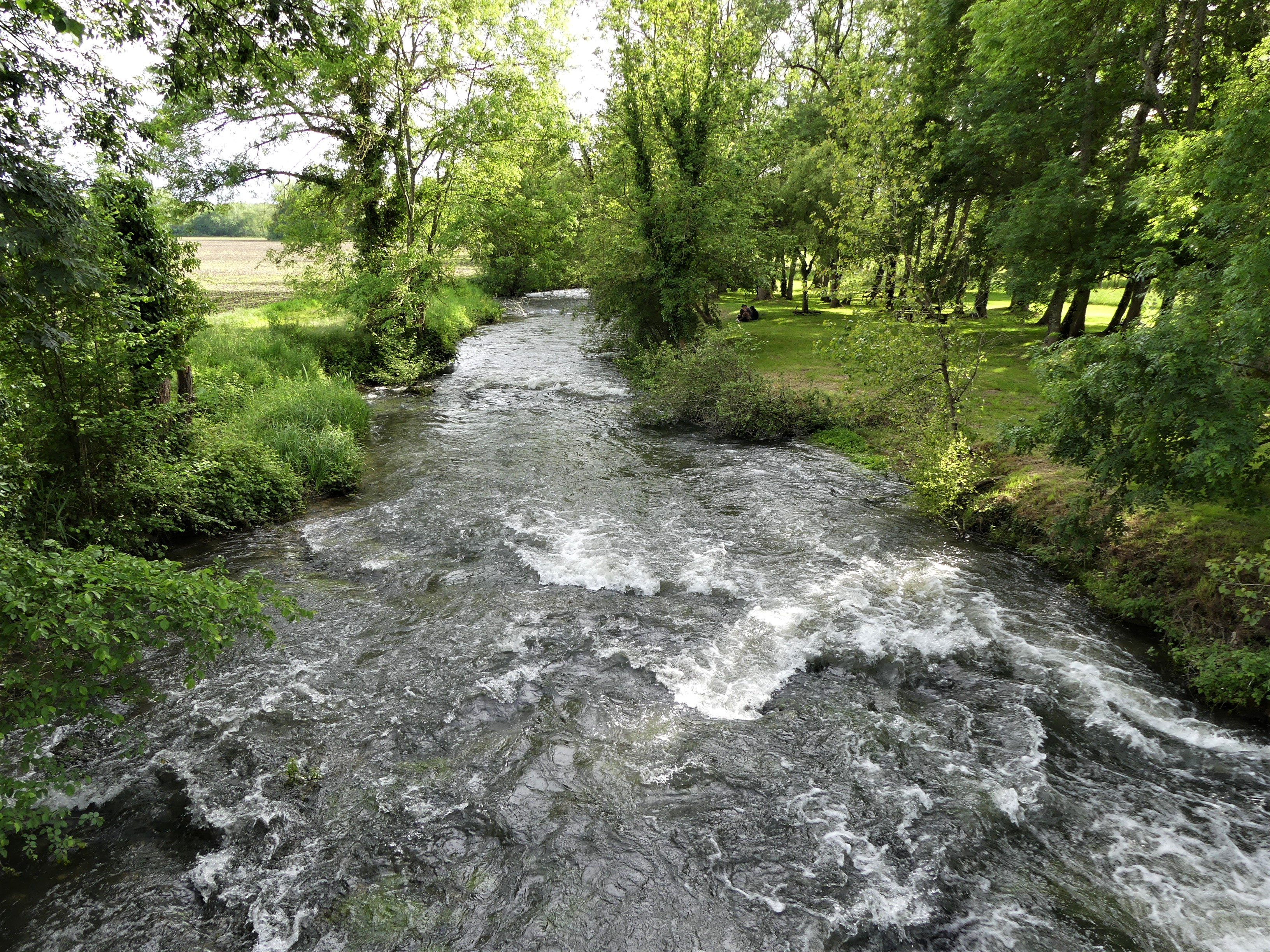
La Lizonne en limite de Gurat et Vendoire.
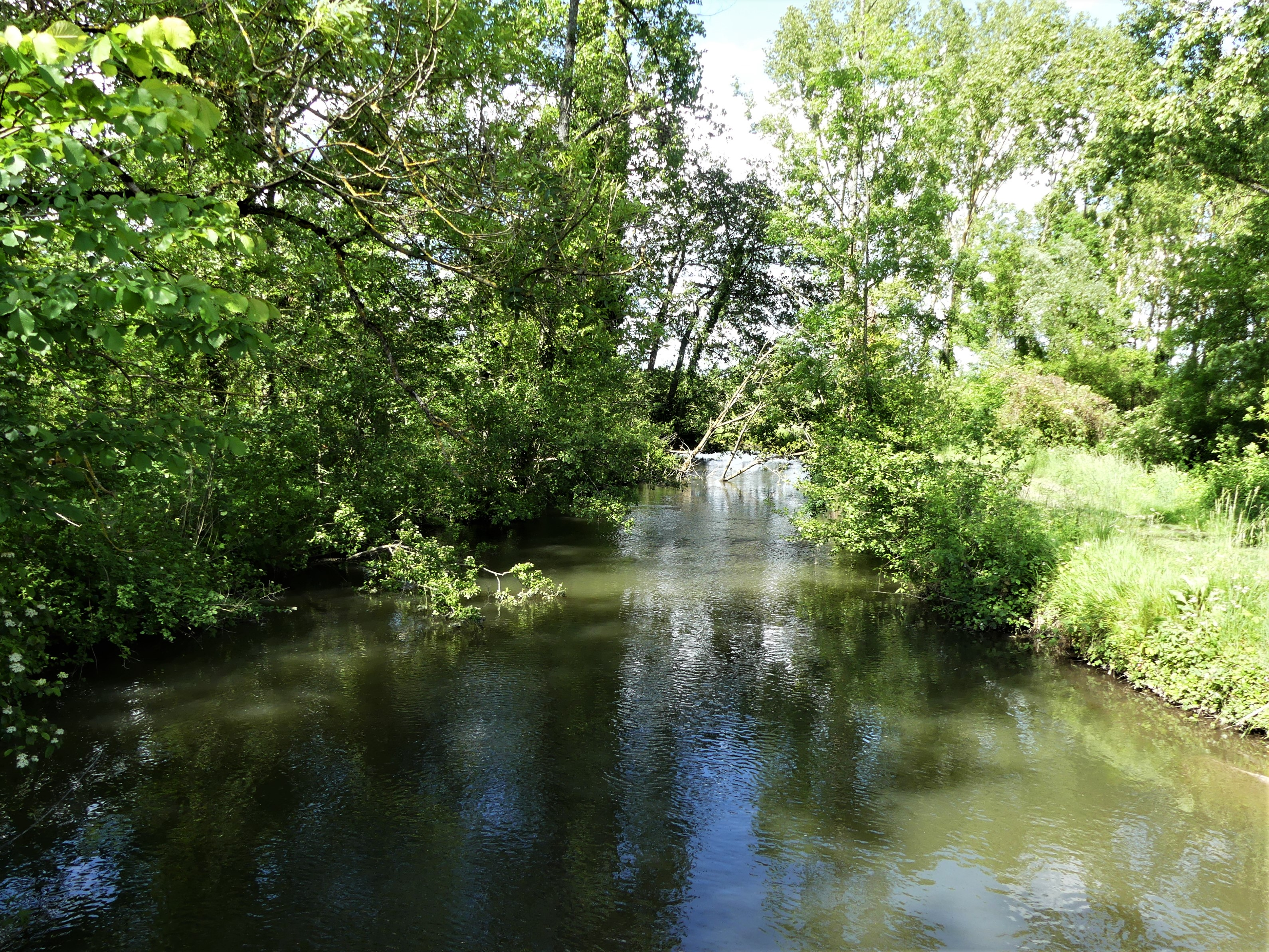
Le canal du Moulin de Champatier à Palluaud.
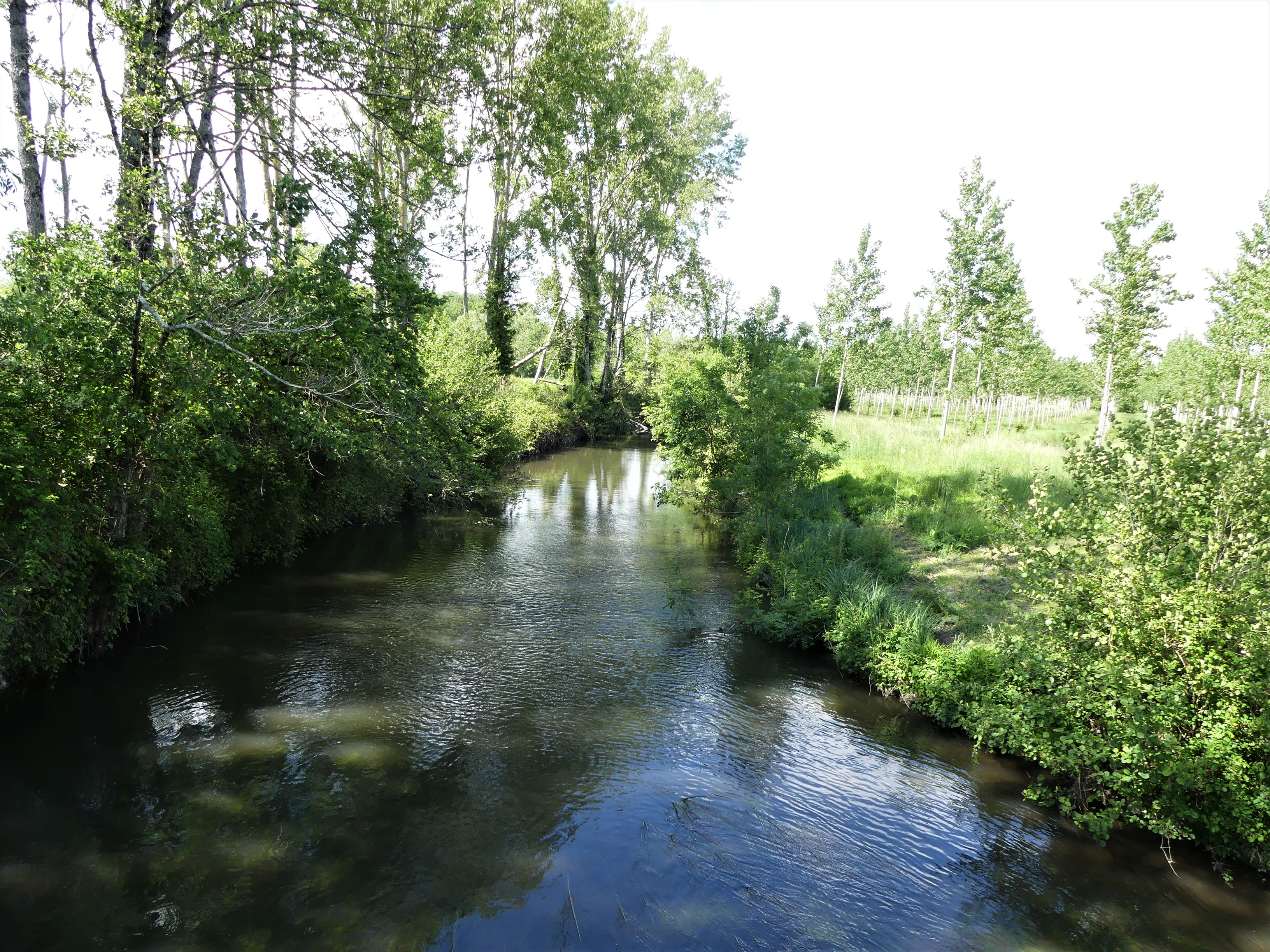
La Lizonne à Palluaud.

## Description
Le site « Vallées de la Nizonne, de la Tude et de la Dronne en Poitou-Charentes » est une zone naturelle d'intérêt écologique, faunistique et floristique (ZNIEFF) de type II, c'est-à-dire qu'elle représente un ensemble naturel riche ou peu modifié, qui offre des potentialités biologiques importantes. Elle possède un rôle fonctionnel ainsi qu'une cohérence écologique et paysagère et inclut territorialement une ZNIEFF de type I beaucoup plus restreinte : « Tourbières de Vendoire »,.
La ZNIEFF « Vallées de la Nizonne, de la Tude et de la Dronne en Poitou-Charentes » est composée « de cours d'eau de plaine de bonne qualité, [dont le] lit majeur [est] occupé par une mosaïque de prairies humides, de cultures, de haies bocagères, de bosquets relictuels d'aulnaie-frênaie ; plus localement, tourbières, moliniaies et bas-marais alcalins, mégaphorbiaies, roselières et magnocariçaies » ; son intérêt majeur réside dans la présence de 31 espèces déterminantes dont vingt-deux animaux et onze plantes.
Des recensements y ont été effectués aux niveaux faunistique et floristique.

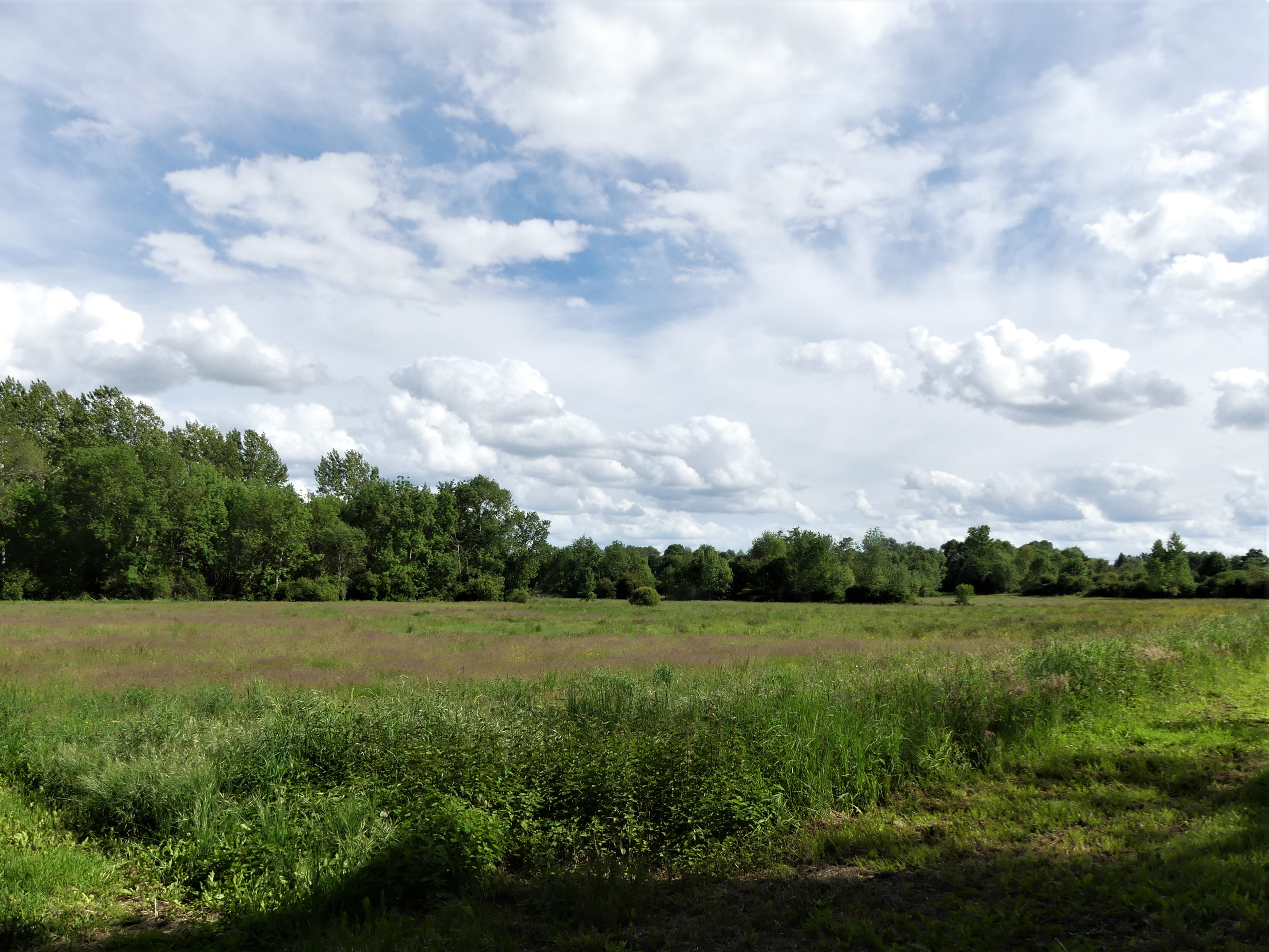
La zone humide au sud de la RD 81, à Gurat.
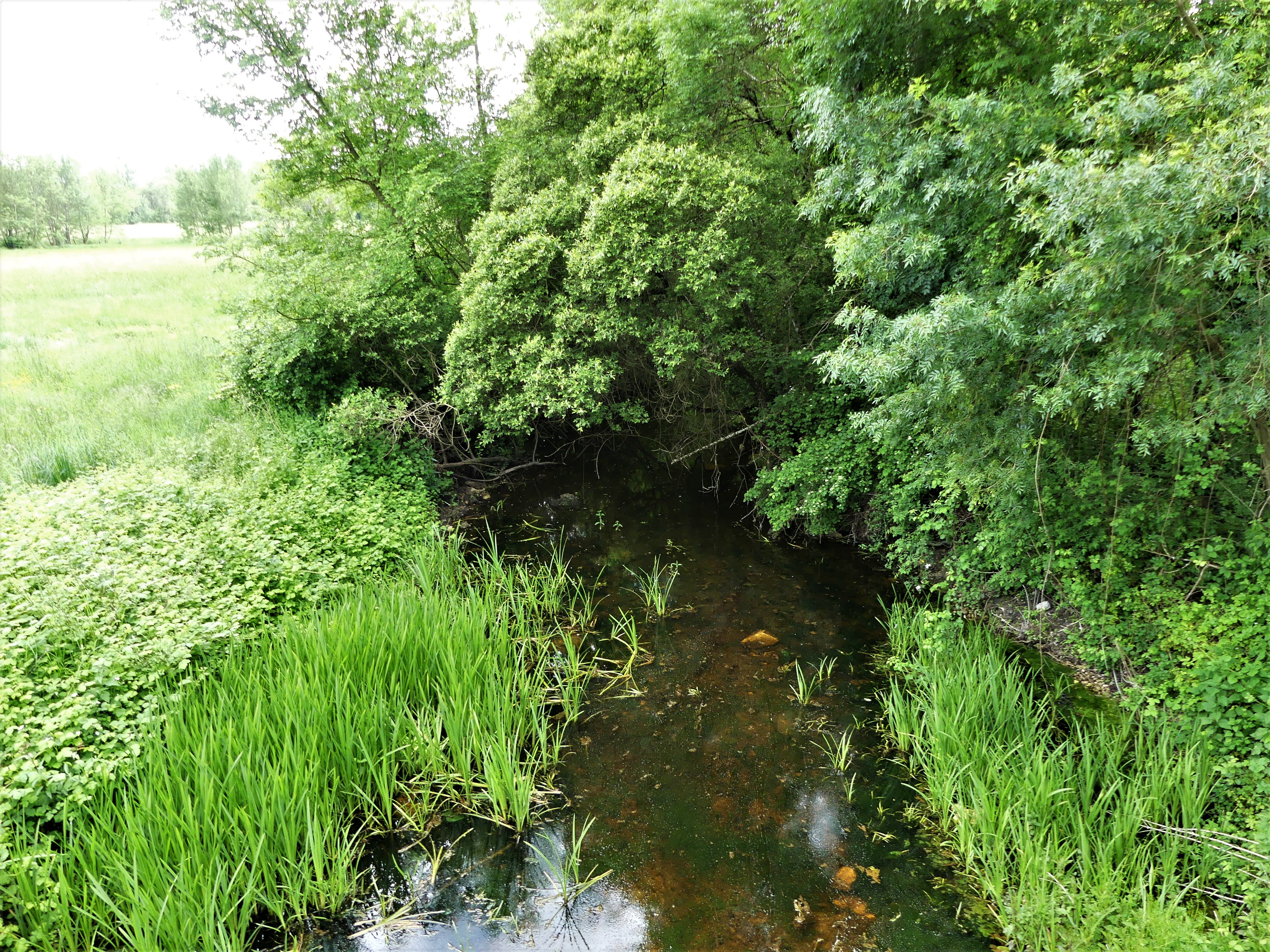
Bras de la Lizonne à Gurat.
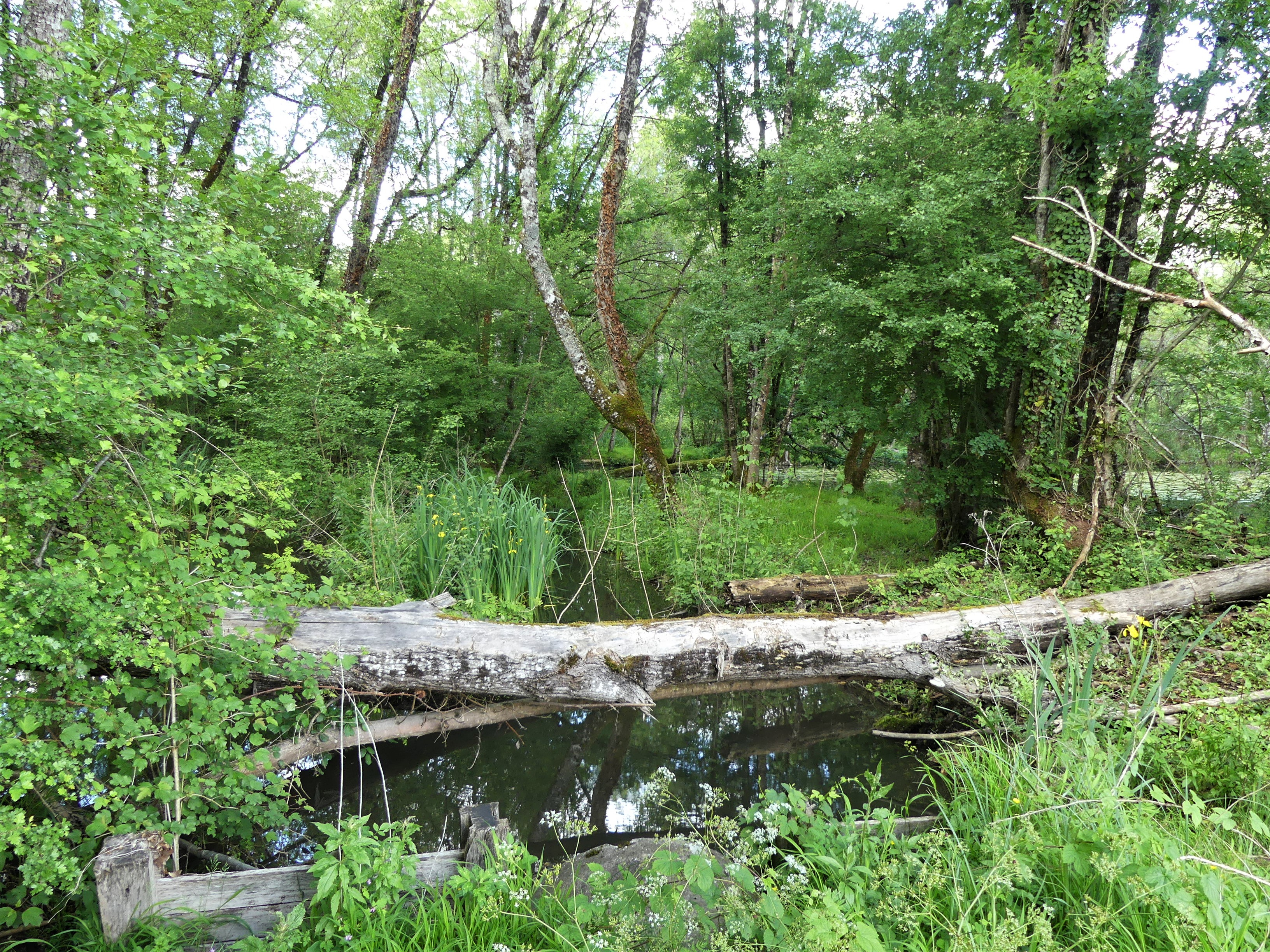
La zone humide  à l'est du lieu-dit Maine Barillaud.
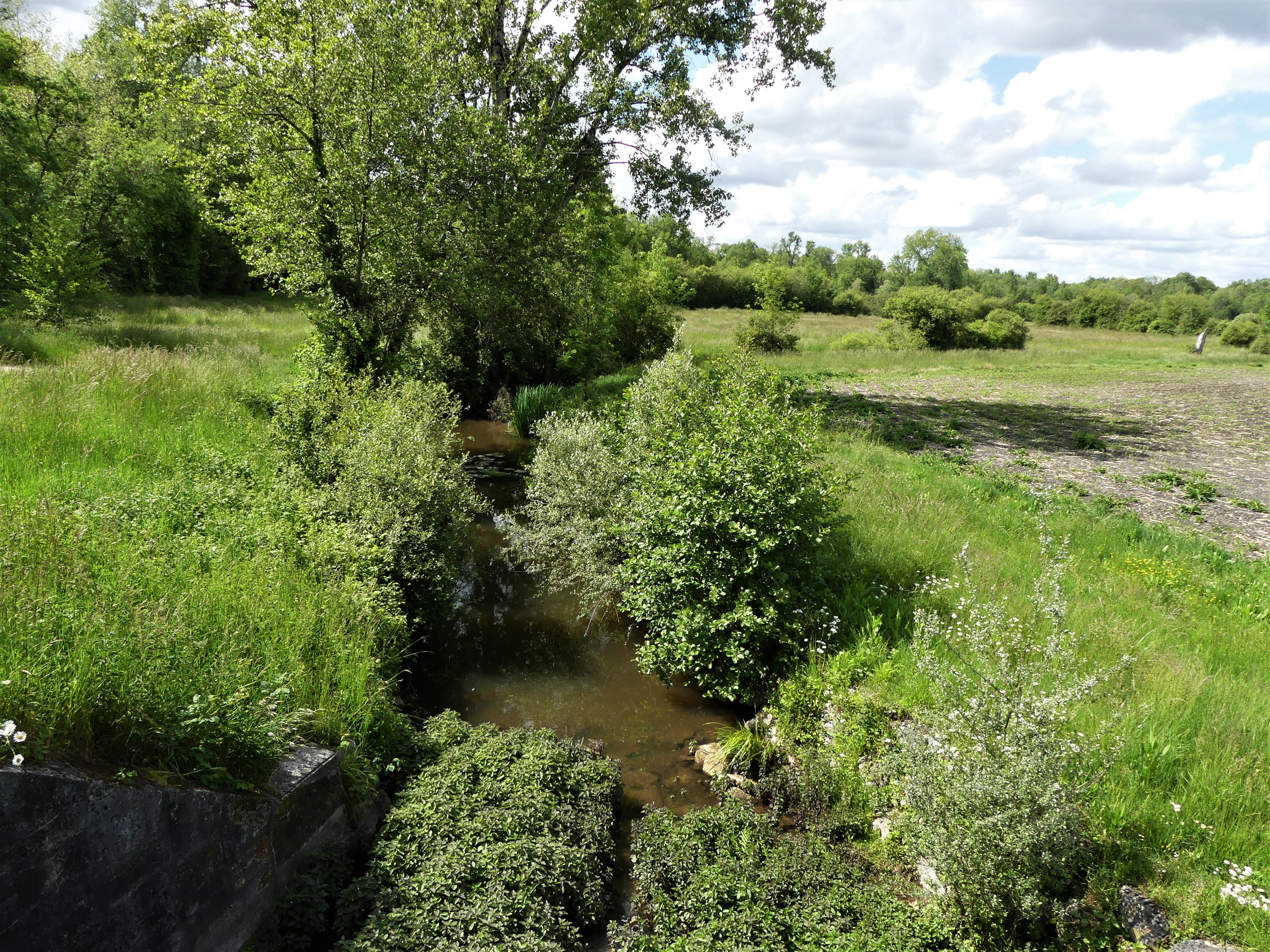
Bras du canal des Moulins au lieu-dit Moulin Neuf, à Salles-Lavalette.
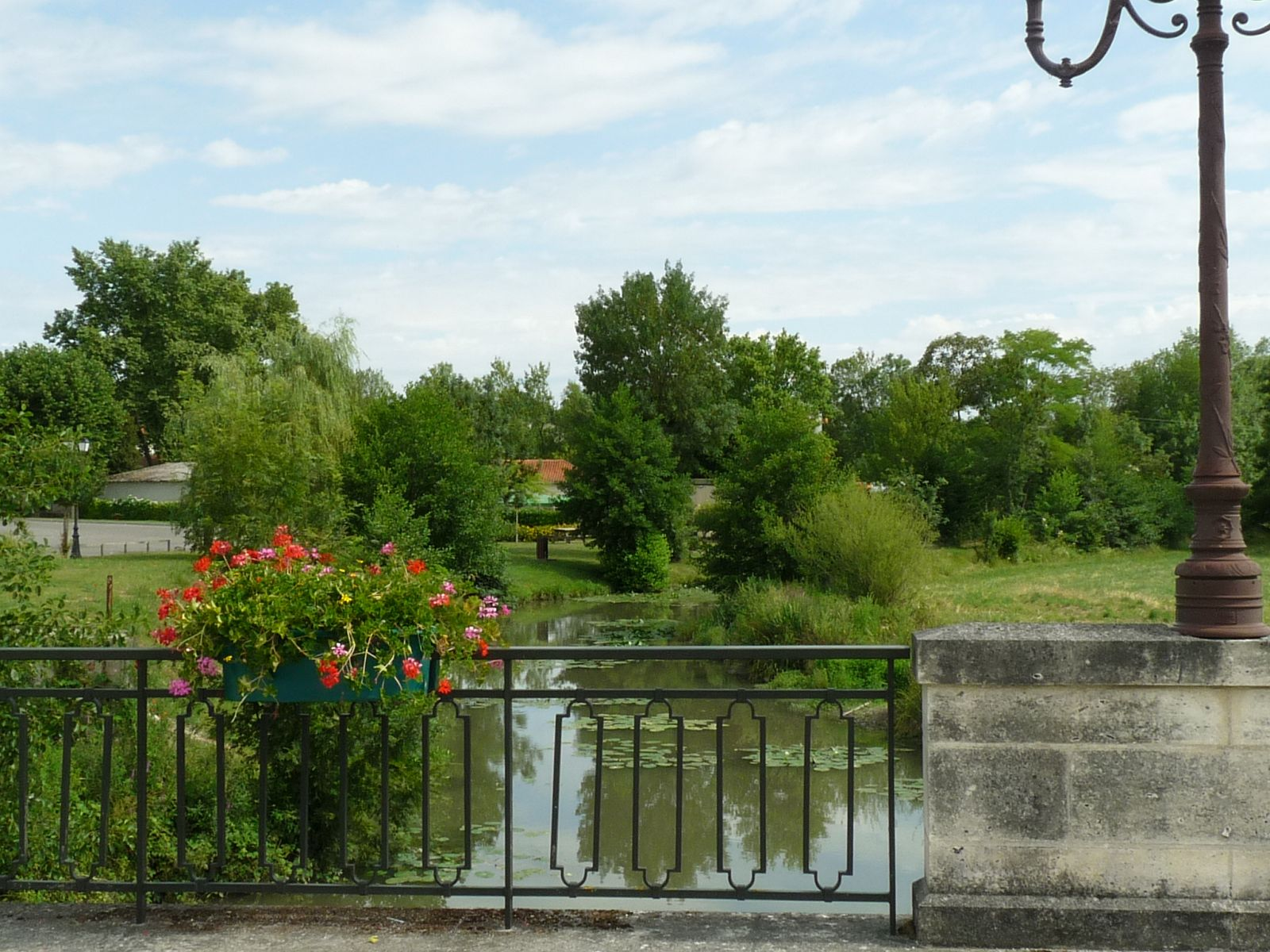
La Tude à Montmoreau.

## Faune recensée

### Espèces déterminantes
Vingt-deux espèces déterminantes d'animaux y sont répertoriées :
- un amphibien : la Rainette verte (Hyla arborea) ;
- un crustacé, l'Écrevisse à pattes blanches (Austropotamobius pallipes) ;
- cinq insectes dont trois lépidoptères : l'Azuré de la sanguisorbe (Phengaris teleius), le Cuivré des marais (Lycaena dispar) et le Fadet des laîches (Coenonympha oedippus) et deux odonates : l'Agrion de Mercure (Coenagrion mercuriale) et la Cordulie à corps fin (Oxygastra curtisii) ;
- sept mammifères : la Loutre d'Europe (Lutra lutra) et le Vison d'Europe (Mustela lutreola), ainsi que cinq chauves-souris : le Murin à moustaches (Myotis mystacinus), l'Oreillard roux (Plecotus auritus), la Pipistrelle de Kuhl (Pipistrellus kuhlii), le Petit rhinolophe (Rhinolophus hipposideros) et la Sérotine commune (Eptesicus serotinus) ;
- quatre oiseaux : l'Alouette lulu (Lullula arborea), le Martin-pêcheur d'Europe (Alcedo atthis), le Milan noir (Milvus migrans) et le Tarier des prés (Saxicola rubetra) ;
- trois poissons : le Chabot commun (Cottus gobio), la Lamproie de Planer (Lampetra  planeri) et le Toxostome (Parachondrostoma toxostoma) ;
- un reptile : la Cistude (Emys orbicularis).

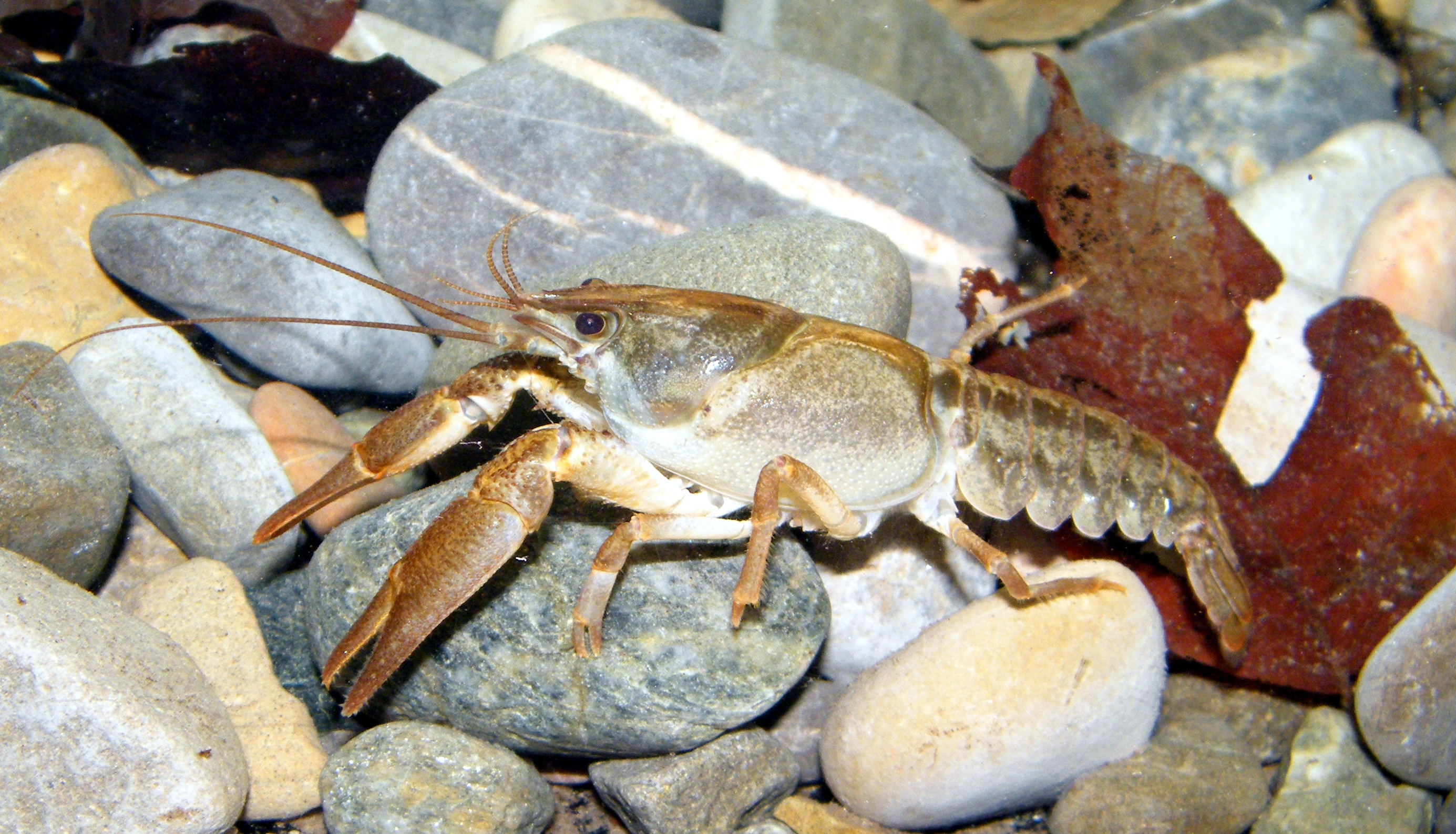
Écrevisse à pattes blanches.
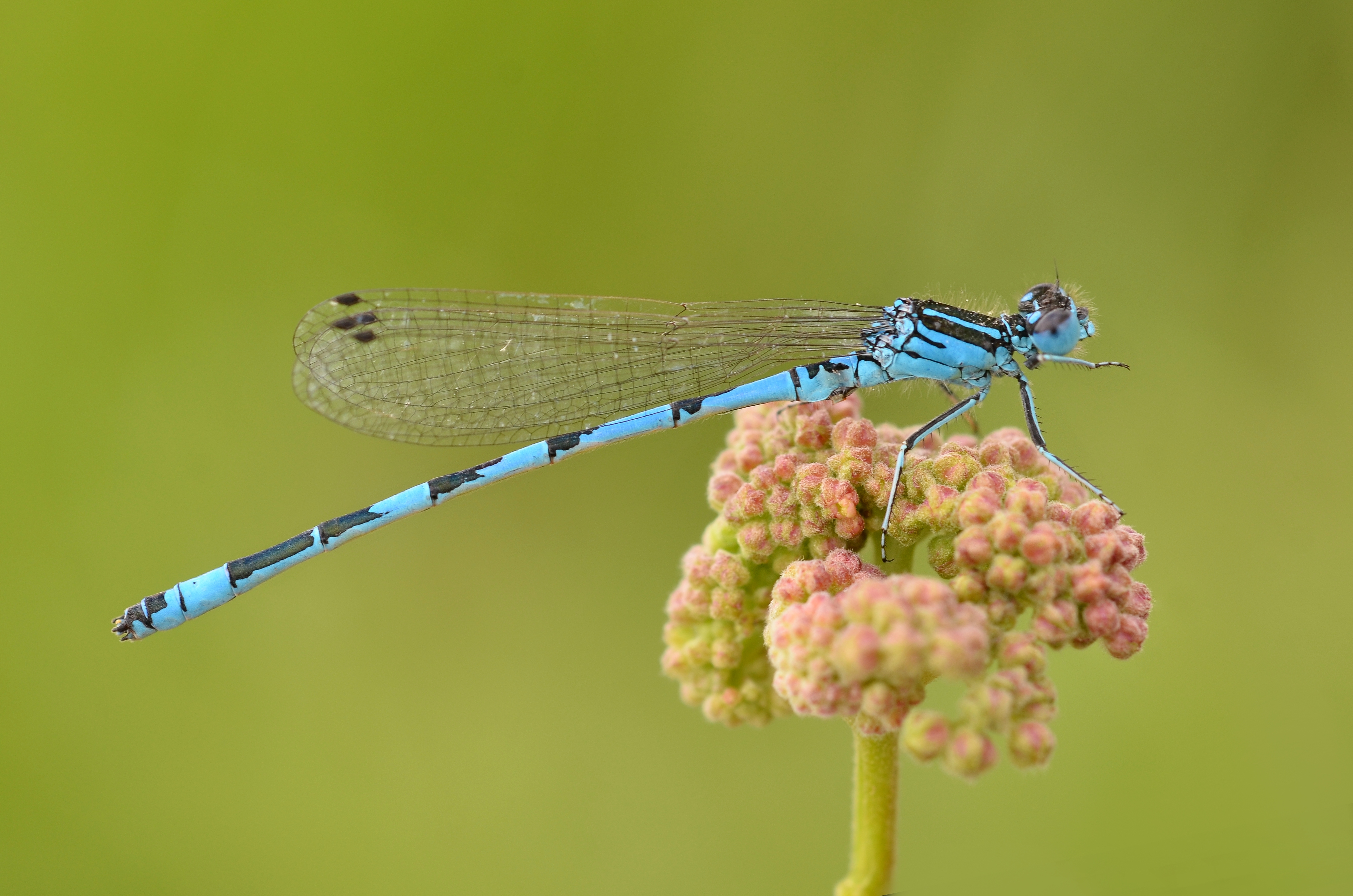
Agrion de Mercure mâle.
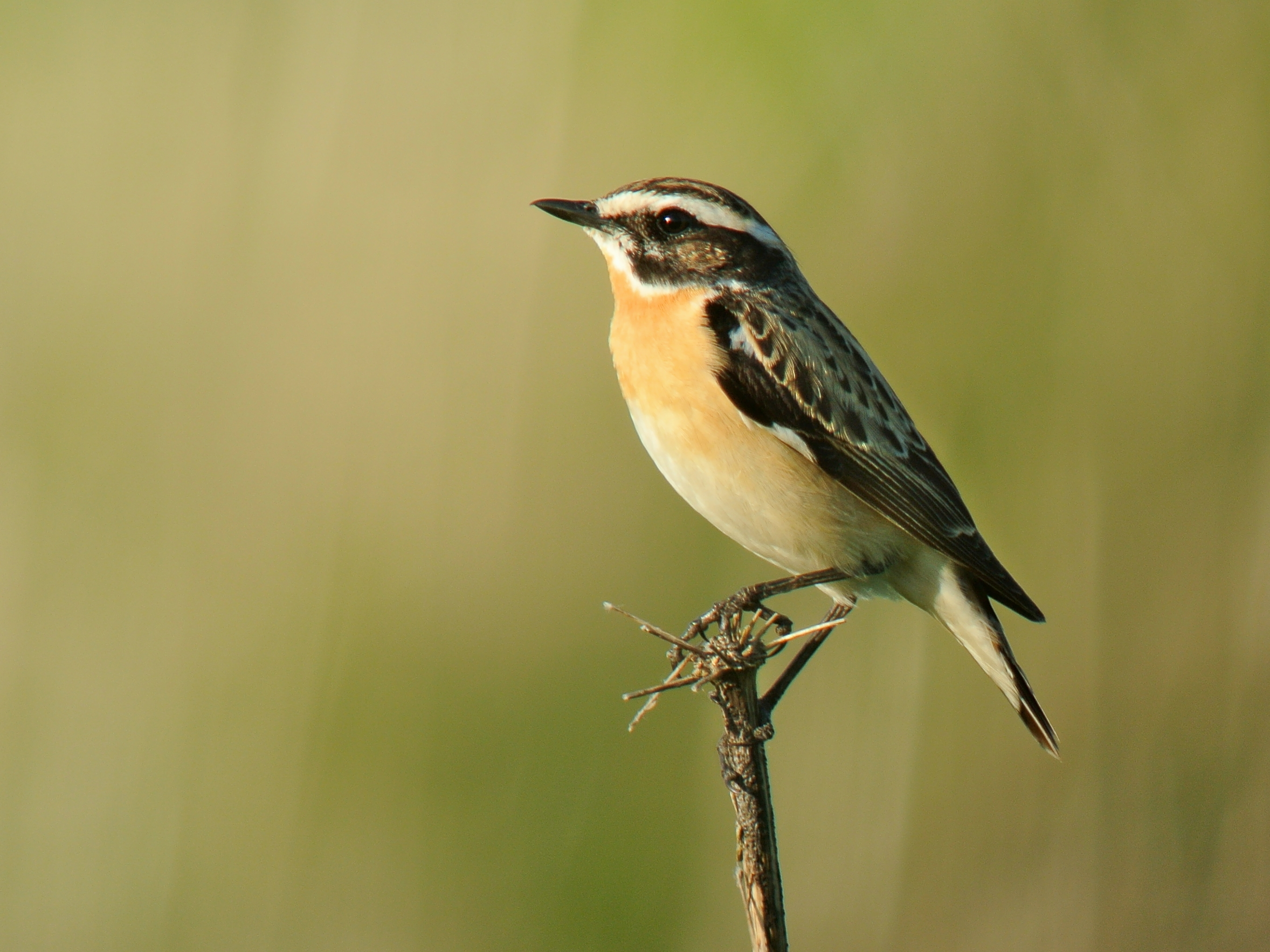
Tarier des prés mâle.
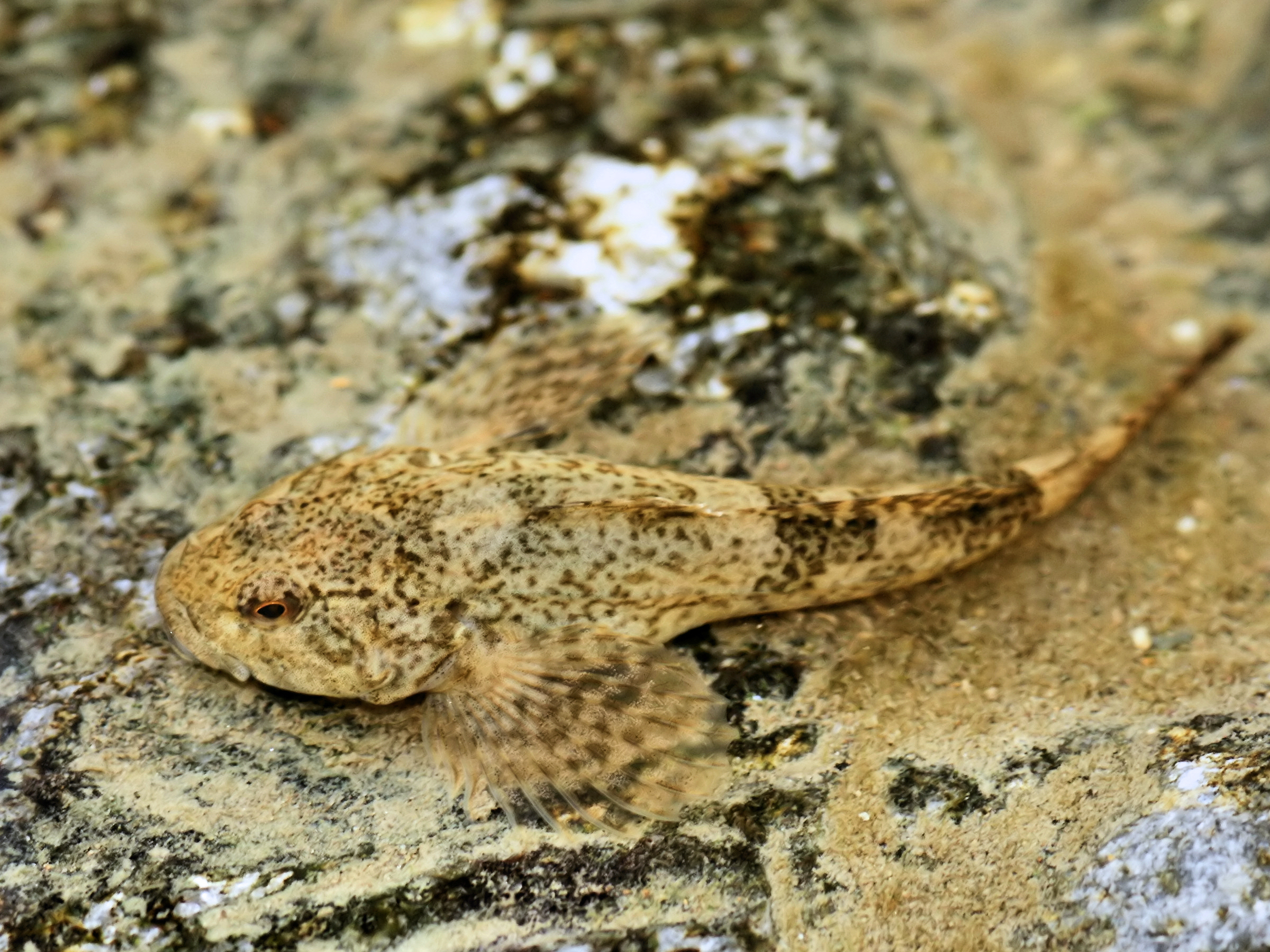
Chabot commun.
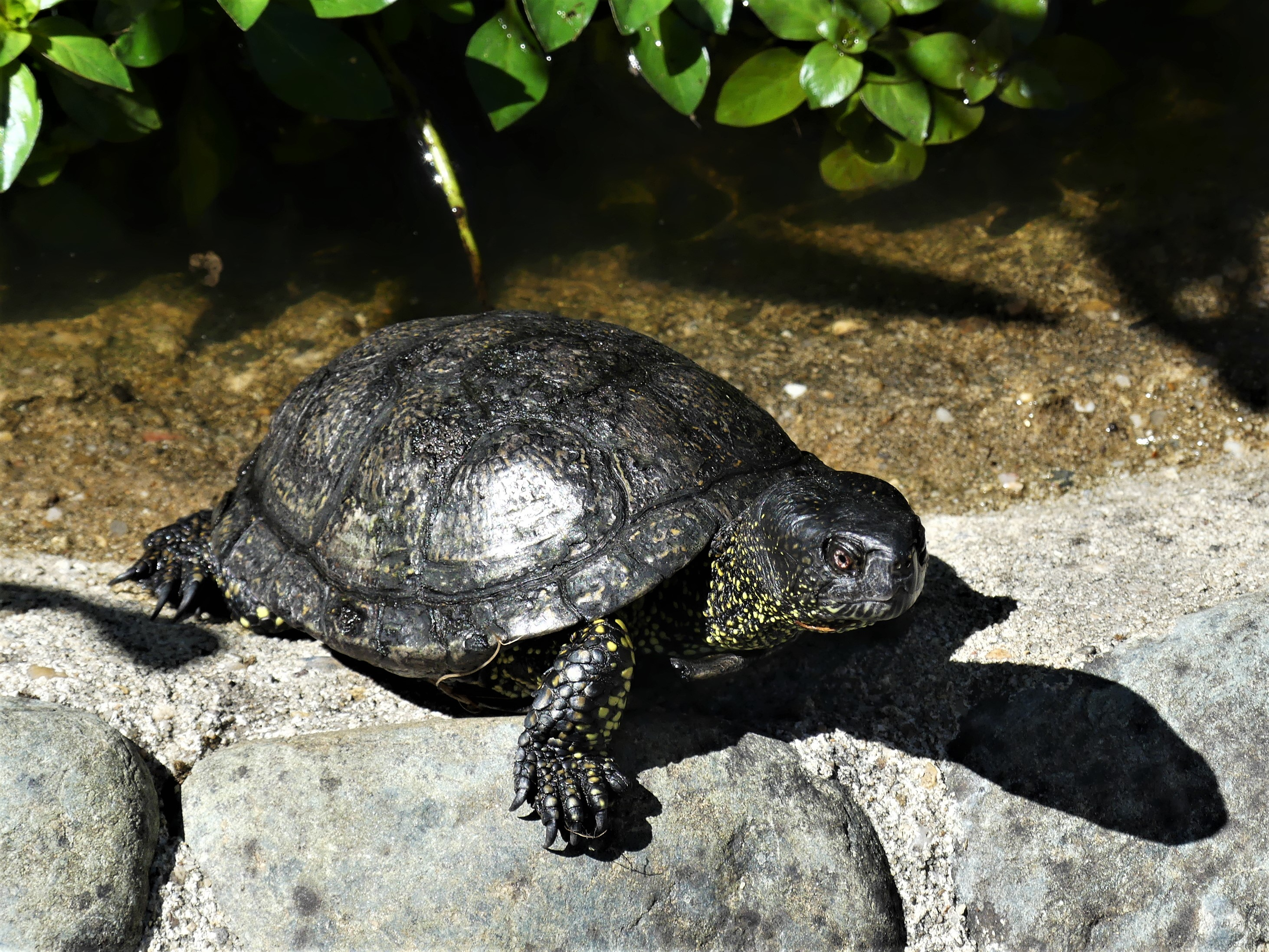
Cistude.

### Autres espèces
Vingt-neuf autres espèces animales y ont été recensées :
- quatre mammifères : le Lièvre d'Europe (Lepus europaeus), la Musaraigne pygmée (Sorex minutus ), la Pipistrelle commune (Pipistrellus pipistrellus) et le Rat des moissons (Micromys minutus) ;
- vingt-cinq oiseaux : la Bécassine des marais (Gallinago gallinago), la Bergeronnette printanière (Motacilla flava), la Bondrée apivore (Pernis apivorus), la Bouscarle de Cetti (Cettia cetti), le Bruant des roseaux (Emberiza schoeniclus), le Busard Saint-Martin (Circus cyaneus), la Caille des blés (Coturnix coturnix), le Chevalier gambette (Tringa totanus), le Chevalier guignette (Actitis hypoleucos), l'Épervier d'Europe (Accipiter nisus), le Faucon hobereau (Falco subbuteo), le Gobemouche gris (Muscicapa striata), le Gobemouche noir (Ficedula hypoleuca), le Grèbe castagneux (Tachybaptus ruficollis), le Héron cendré (Ardea cinerea), la Huppe fasciée (Upupa epops), le Loriot d'Europe (Oriolus oriolus), la Mésange nonnette (Poecile palustris), la Mouette rieuse (Chroicocephalus ridibundus), le Pic épeichette (Dendrocopos minor), le Pluvier doré (Pluvialis apricaria), le Pouillot fitis (Phylloscopus trochilus), la Sarcelle d'hiver (Anas crecca), le Tarin des aulnes (Spinus spinus) et le Vanneau huppé (Vanellus vanellus).

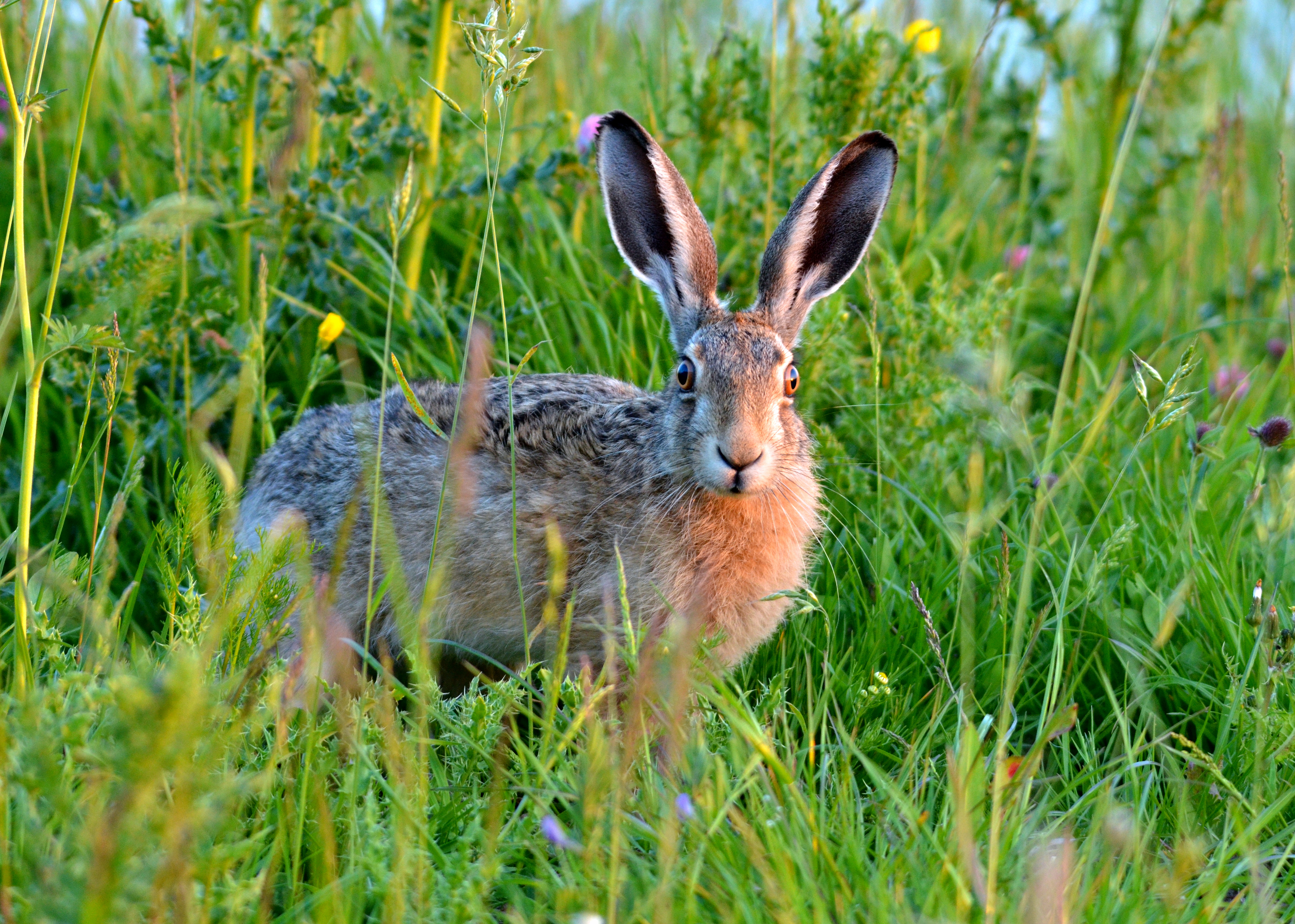
Lièvre d'Europe.
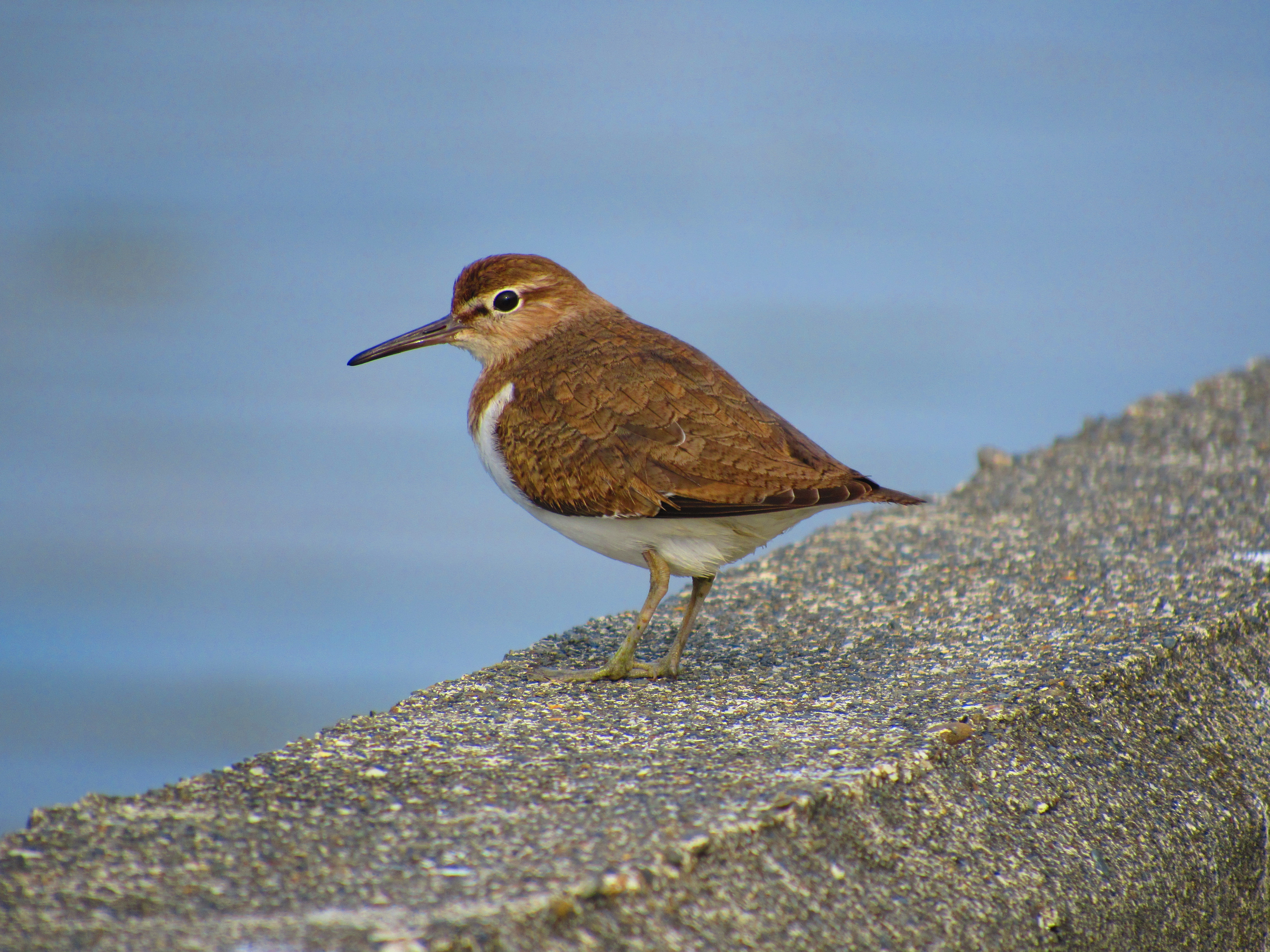
Chevalier guignette.
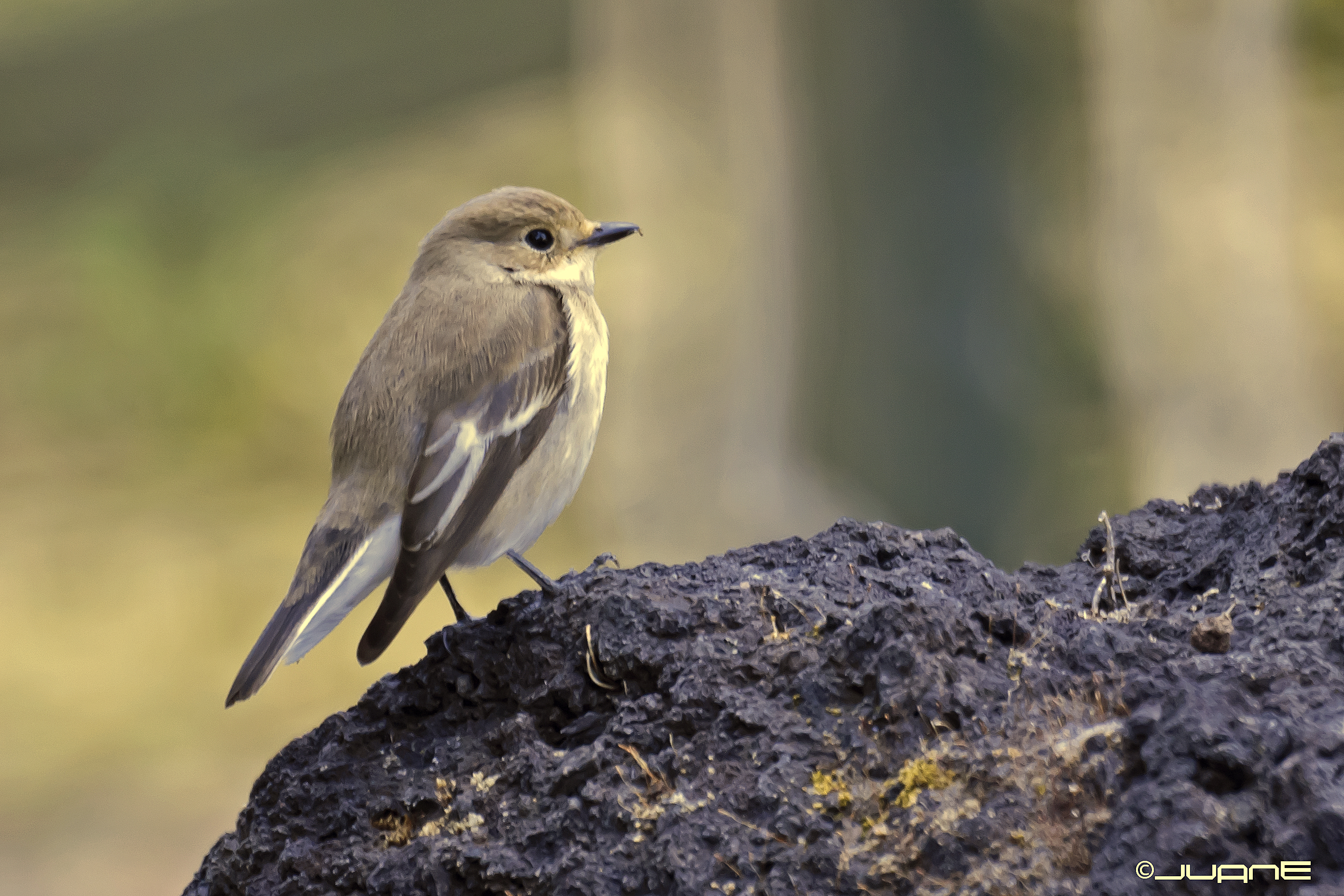
Gobemouche noir femelle.
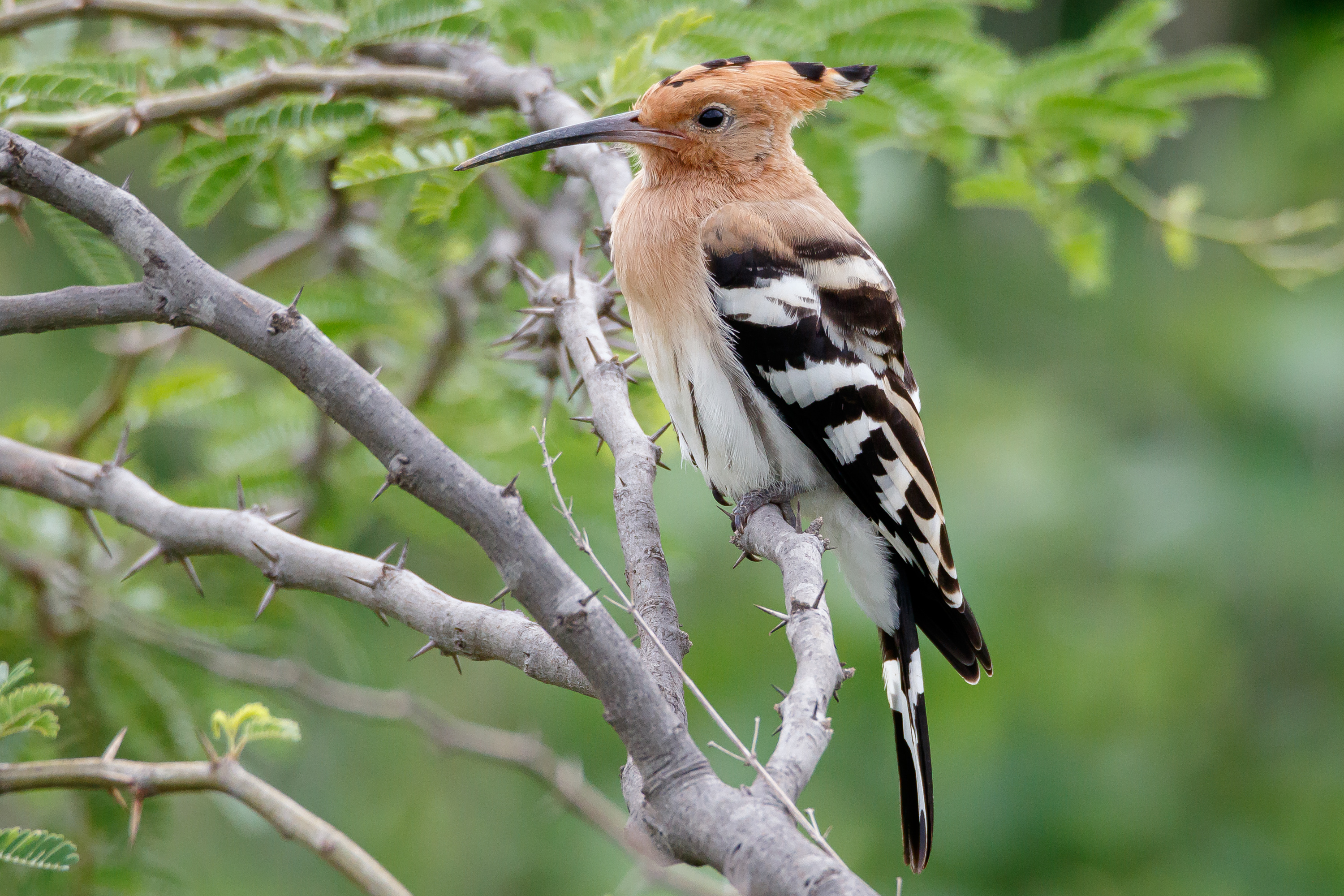
Huppe fasciée.
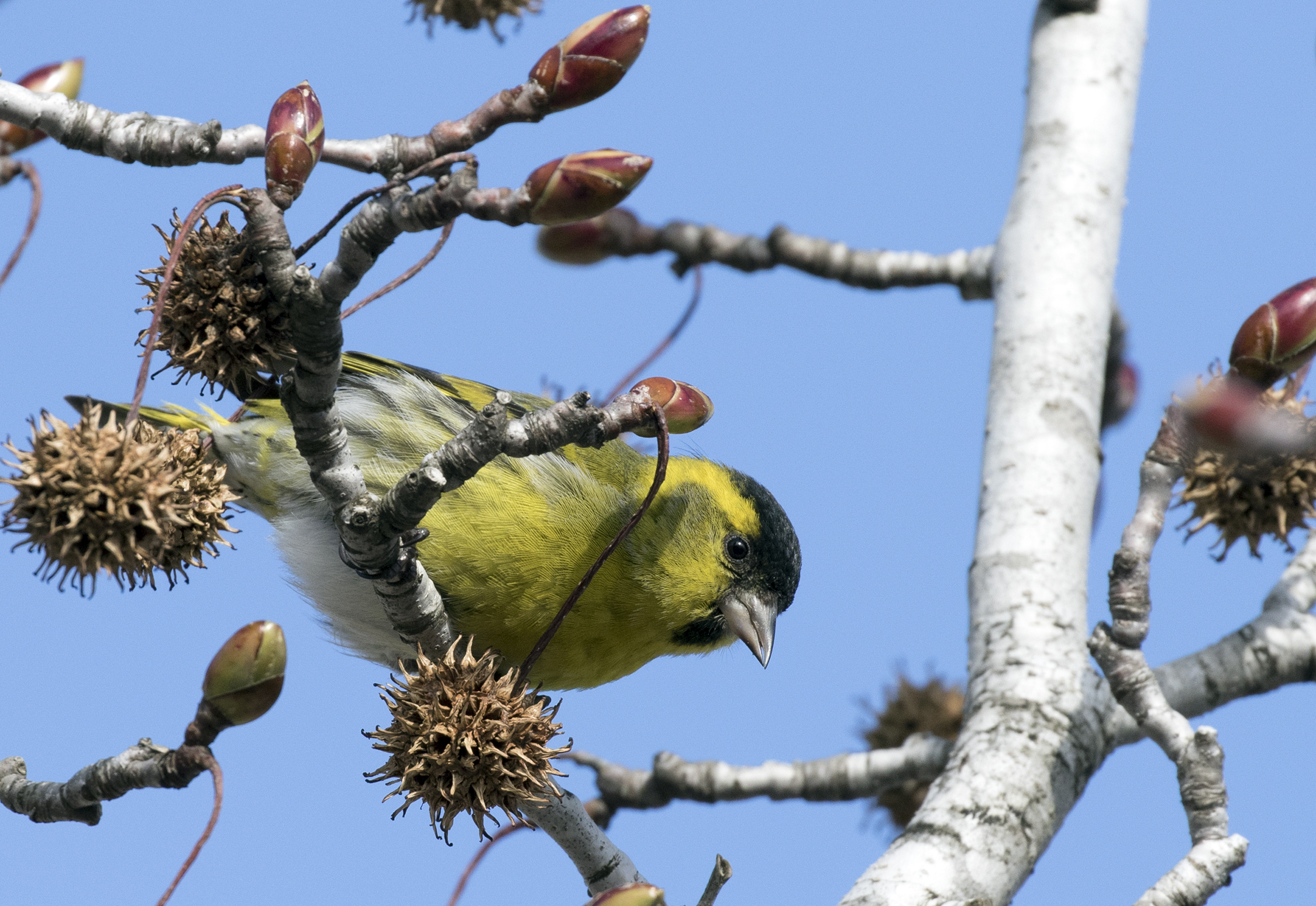
Tarin des aulnes mâle.

### Protection de la faune
- L'espèce d'amphibiens de la ZNIEFF : la Rainette verte, est protégée sur l'ensemble du territoire français[5] et aussi au titre de la Directive habitats de l'Union européenne[1].
- La seule espèce de crustacés, l'Écrevisse à pattes blanches, est protégée au titre de la Directive habitats[1] et fait l'objet d'une protection particulière sur l'ensemble du territoire français[6].
- Quatre espèces d'insectes — deux libellules et deux papillons — sont protégées sur l'ensemble du territoire français : l'Agrion de Mercure, la Cordulie à corps fin, le Cuivré des marais et le Fadet des laîches[7] et le sont également au titre de la Directive habitats[1].
- Sept espèces de mammifères recensées sur la ZNIEFF sont protégées au titre de la Directive habitats de l'Union européenne : la Loutre d'Europe, le Murin à moustaches, l'Oreillard roux, le Petit rhinolophe, la Pipistrelle commune, la Sérotine commune et le Vison d'Europe[1] et sur l'ensemble du territoire français[8]. De plus, deux d'entre elles, la Loutre d'Europe et le Vison d'Europe, sont en danger d'extinction en France[9].
- Six espèces d'oiseaux de la ZNIEFF sont protégées au titre de la Directive oiseaux de l'Union européenne[1] : l'Alouette lulu, la Bondrée apivore, le Busard Saint-Martin, le Martin-pêcheur d'Europe, le Milan noir et le Pluvier doré ; elles sont donc protégées sur l'ensemble du territoire français[10], de même que quinze autres : la Bergeronnette printanière, le Bruant des roseaux, la Bouscarle de Cetti, le Chevalier guignette, l'Épervier d'Europe, le Faucon hobereau, le Gobemouche gris, le Gobemouche noir, le Grèbe castagneux, le Héron cendré, la Huppe fasciée, le Loriot d'Europe, le Pic épeichette, le Pouillot fitis, le Tarier des prés et le Tarin des aulnes.
- Deux espèces de poissons, le Chabot commun et la Lamproie de Planer, sont protégées au titre de la Directive habitats[1].
- La seule espèce de reptiles de la ZNIEFF, la Cistude, est protégée sur l'ensemble du territoire français[5] et au titre de la Directive habitats[1].

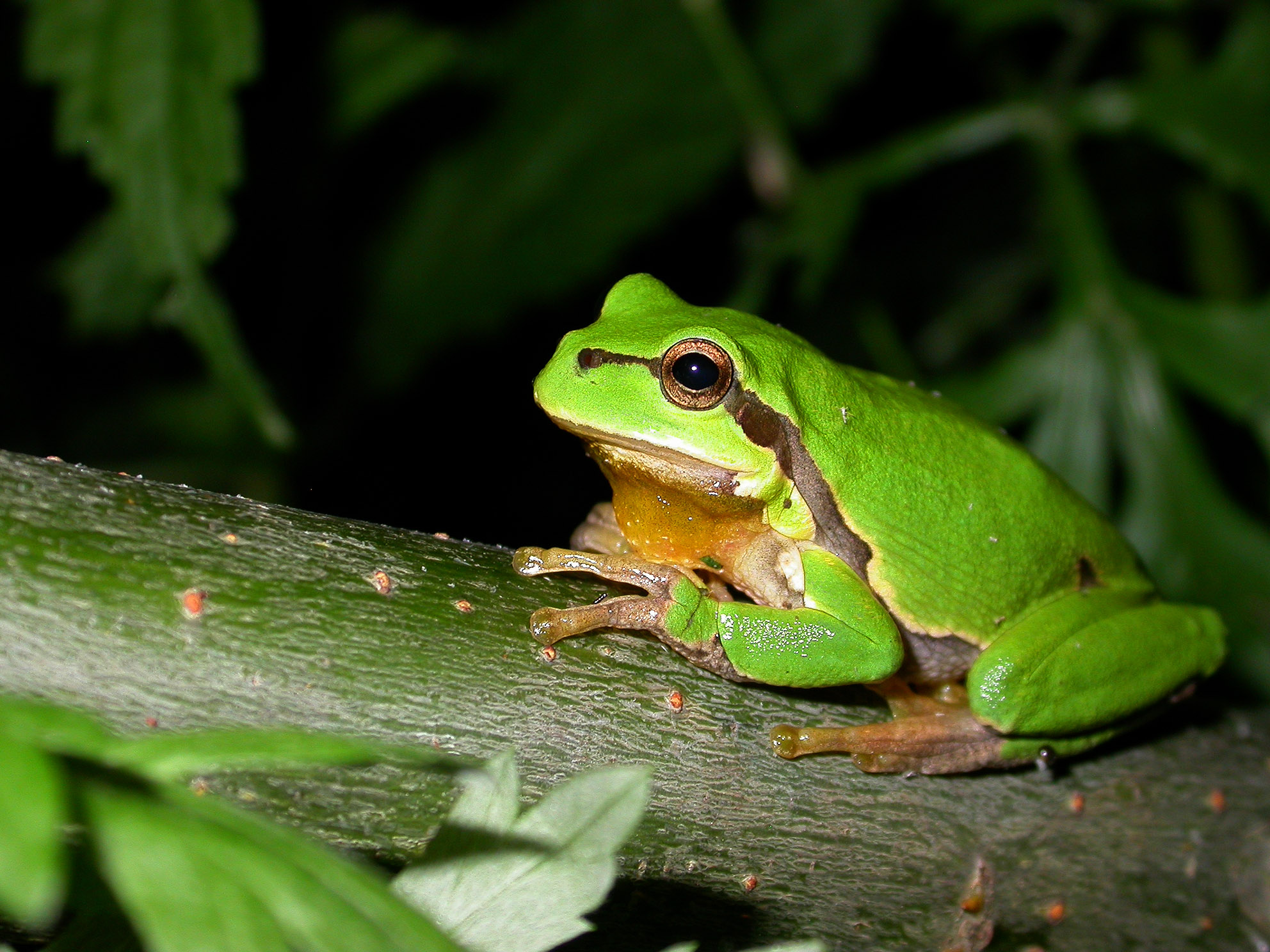
Rainette verte.
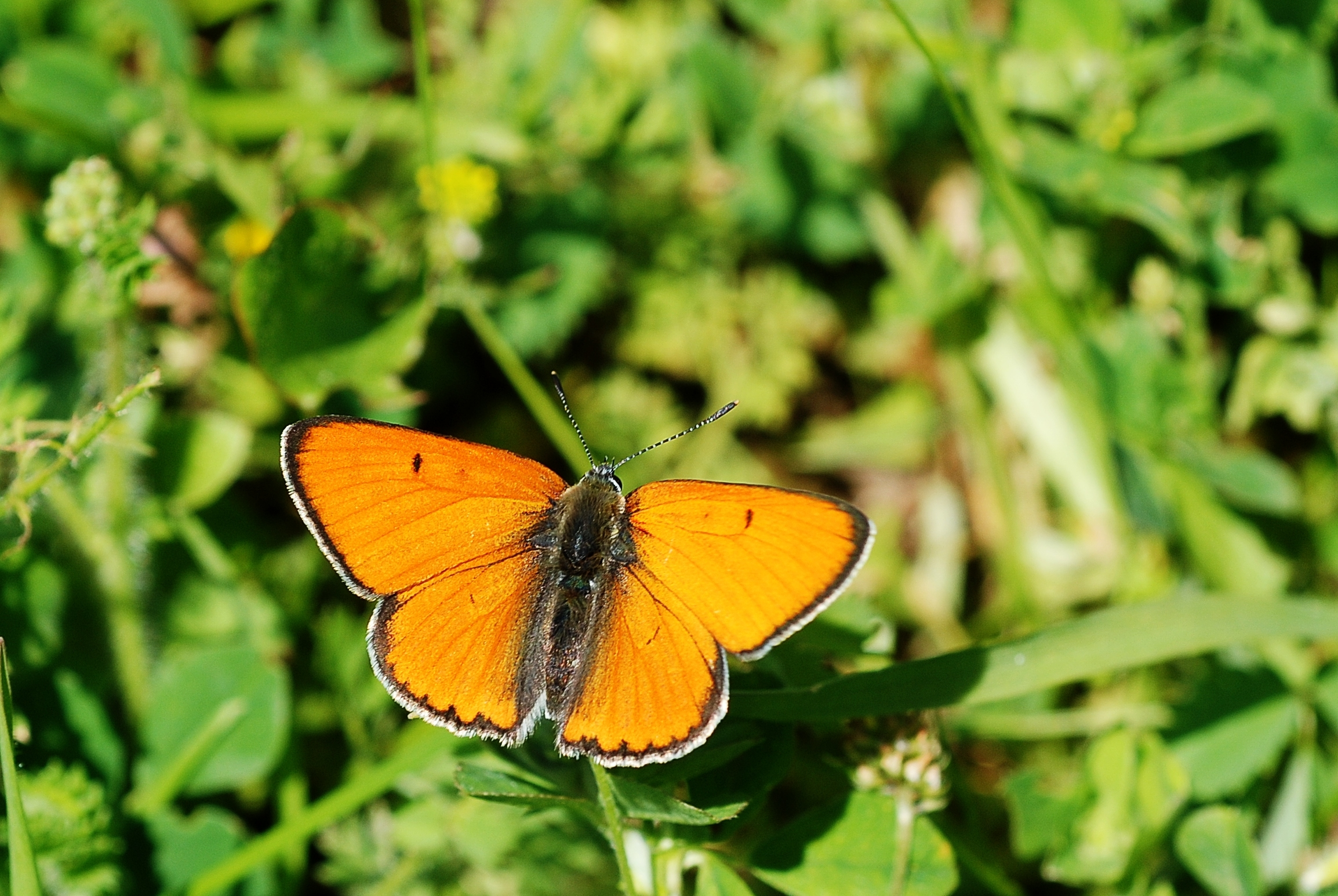
Cuivré des marais.
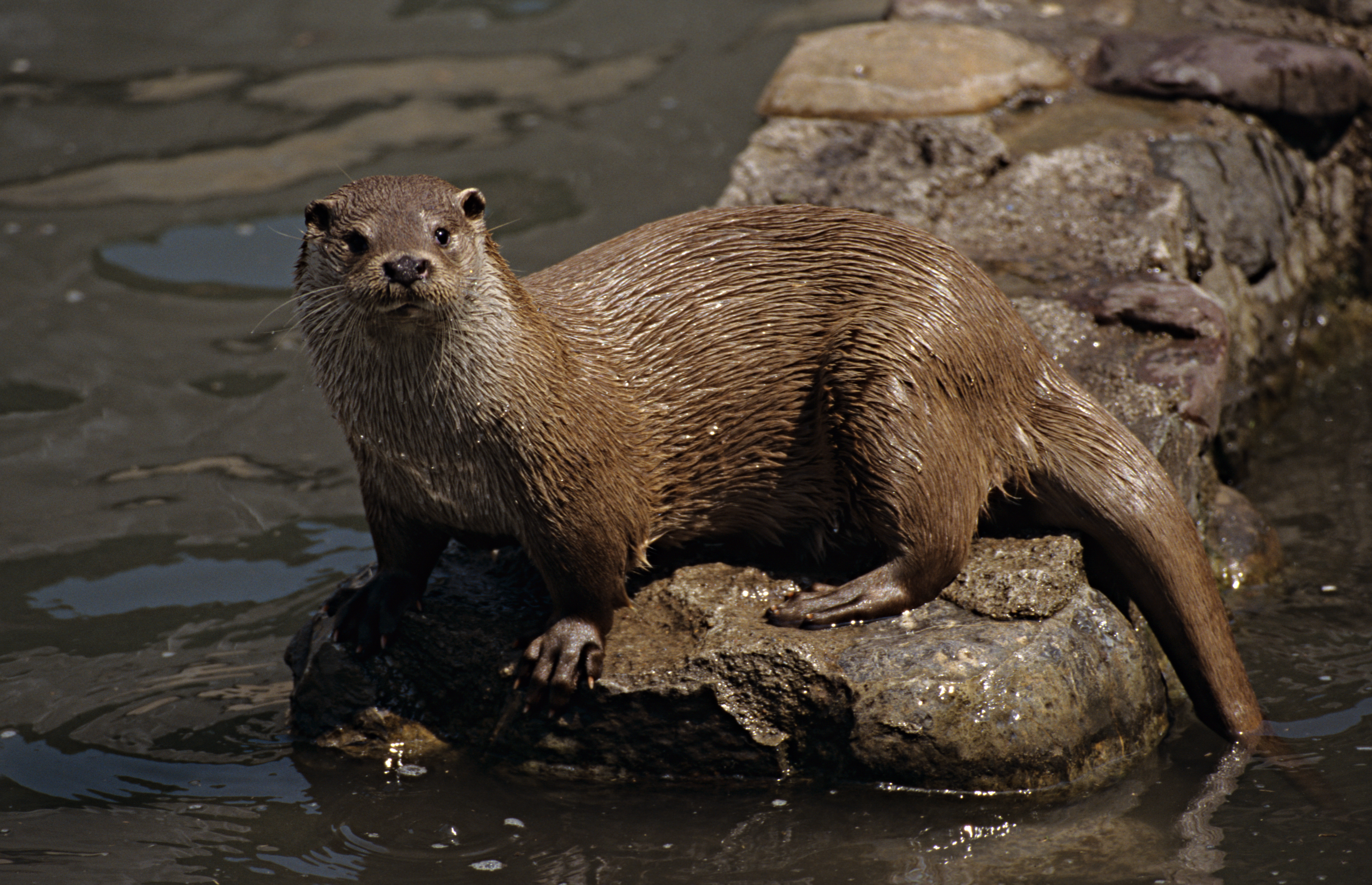
Loutre d'Europe.
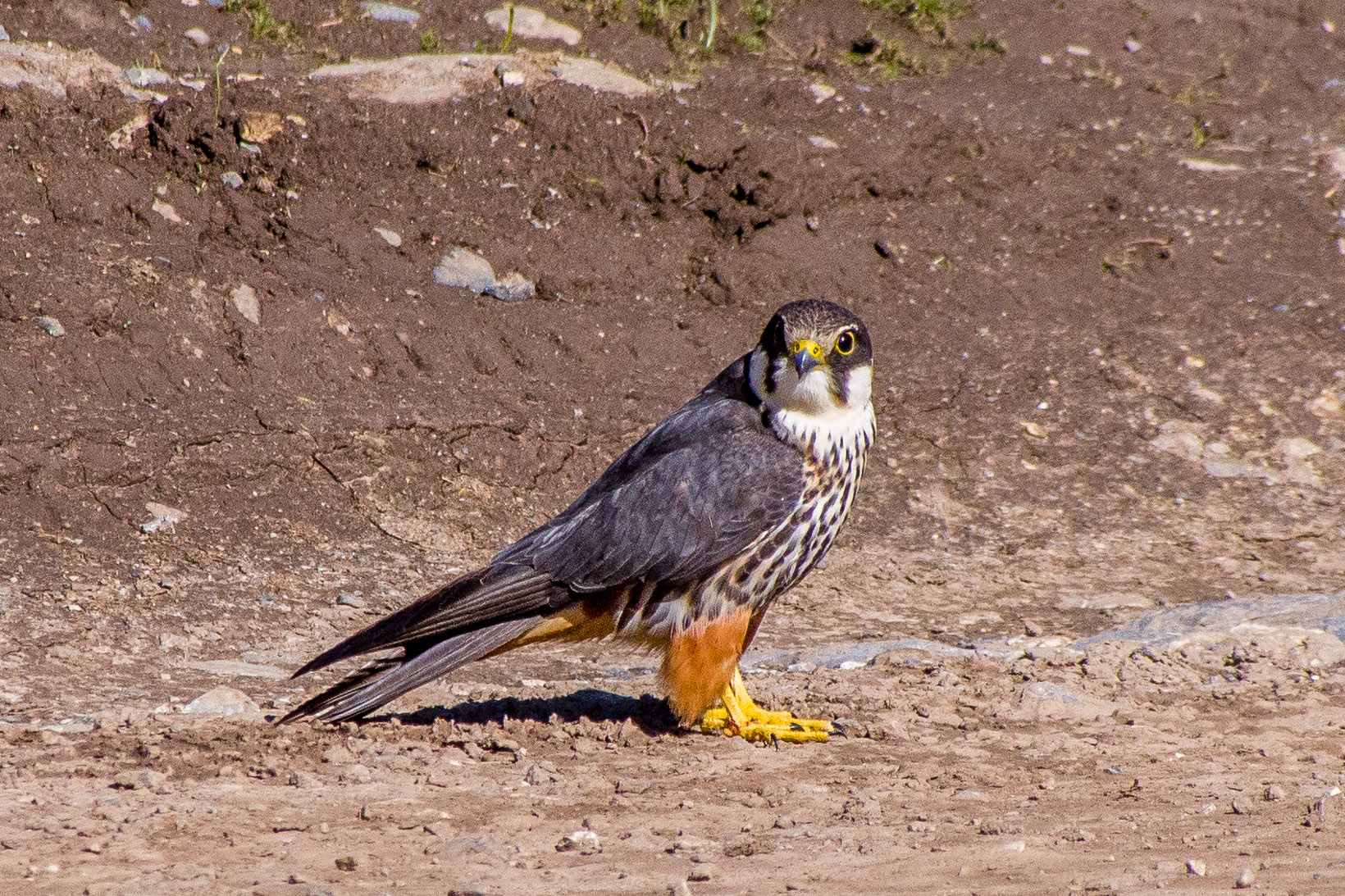
Faucon hobereau.
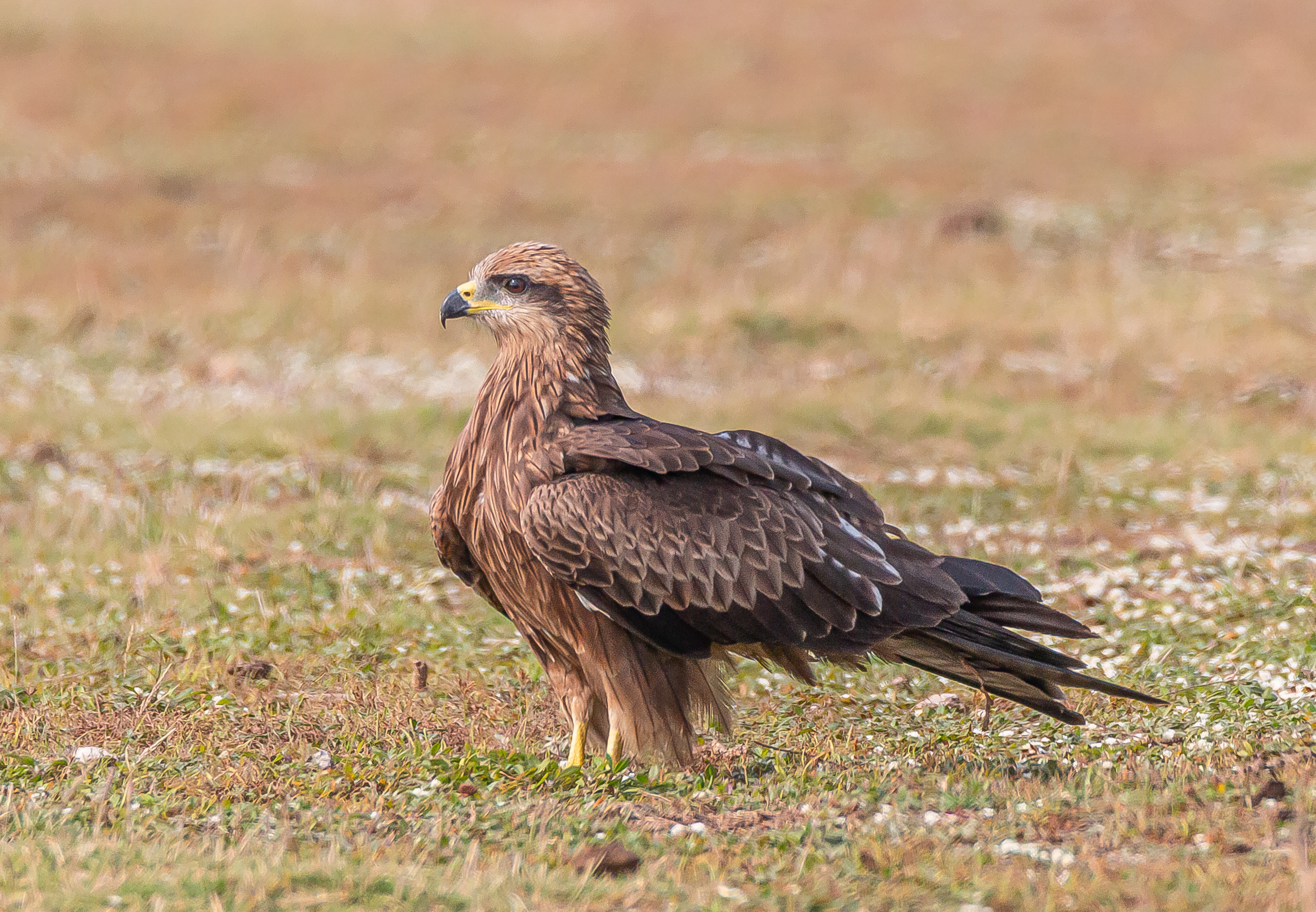
Milan noir.

## Flore recensée
Onze espèces déterminantes de plantes ont été recensées sur la ZNIEFF : la Campanule étoilée (Campanula garganica), la Fritillaire pintade (Fritillaria meleagris), la Gentiane des marais (Gentiana pneumonanthe), la Léersie faux-riz (Leersia oryzoides), la Luzule des bois (Luzula sylvatica), le Millepertuis androsème (Hypericum androsaemum), l'Orchis élevé (Dactylorhiza elata), l'Orchis des marais (Anacamptis palustris), le Potamot coloré (Potamogeton coloratus), le Souchet jaunâtre (Cyperus flavescens) et l'Utriculaire citrine (Utricularia australis).
Par ailleurs, 41 autres espèces végétales y ont été répertoriées : l'Aulne glutineux (Alnus glutinosa), l'Avoine de Thore (Arrhenatherum longifolium), la Baldingère faux-roseau (Phalaris arundinacea), la Bourdaine (Frangula alnus), le Caille-lait jaune (Galium verum), le Charme commun (Carpinus betulus), le Châtaignier commun (Castanea sativa), le Chêne pédonculé (Quercus robur), le Chêne tauzin (Quercus pyrenaica), la Circée de Paris (Circaea lutetiana), le Compagnon rouge (Silene dioica), l'Euphorbe velue (Euphorbia villosa), la Fétuque géante (Festuca gigantea), la Fétuque roseau (Festuca arundinacea), la Fléole des prés (Phleum pratense), le Fragon petit-houx (Ruscus aculeatus), le Frêne élevé (Fraxinus excelsior), la Gaudinie fragile (Gaudinia fragilis), la Germandrée scorodoine (Teucrium scorodonia), le Gouet d'Italie (Arum italicum), la Grande pimprenelle (Sanguisorba officinalis), la Guimauve officinale (Althaea officinalis), la Houlque molle (Holcus mollis), le Houx (Ilex aquifolium), la Laîche à épis pendants (Carex pendula), la Laîche espacée (Carex remota), la Luzule de Forster (Luzula forsteri), la Mélique uniflore (Melica uniflora), le Millepertuis élégant (Hypericum pulchrum), le Néflier (Mespilus germanica), le Nerprun purgatif (Rhamnus cathartica), la Petite pervenche (Vinca minor), le Pin maritime (Pinus pinaster), le Saule blanc (Salix alba), le Saule cendré (Salix cinerea), le Sceau de Salomon multiflore (Polygonatum multiflorum), la Scutellaire à casque (Scutellaria galericulata), le Séneçon de Jacob (Jacobaea vulgaris), le Souchet odorant (Cyperus longus), le Tamier commun (Dioscorea communis) et la Viorne obier (Viburnum opulus).
Parmi les plantes présentes sur le site, le Fragon petit-houx est protégé au titre de la Directive habitats de l'Union européenne.

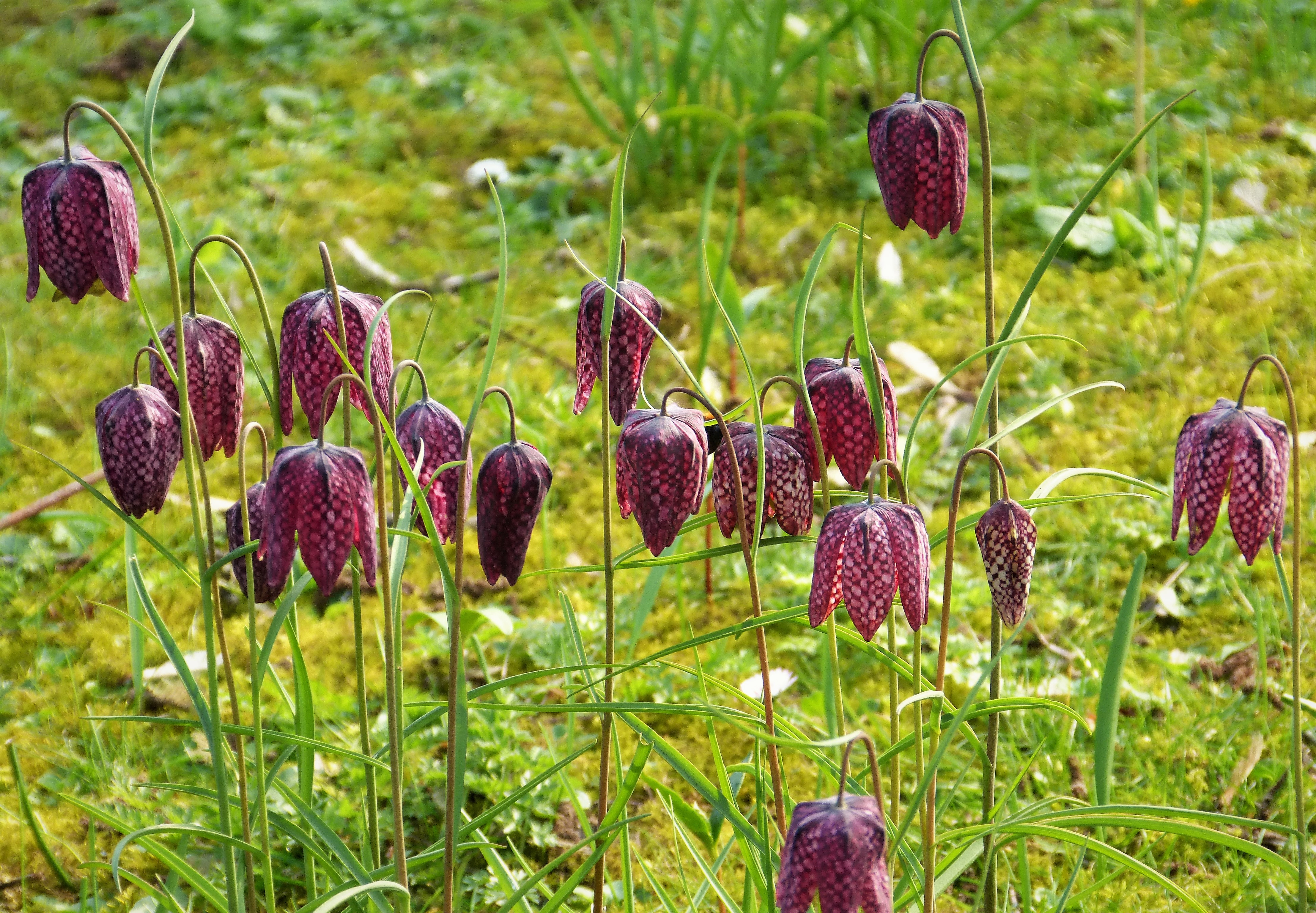
Fritillaires pintades.
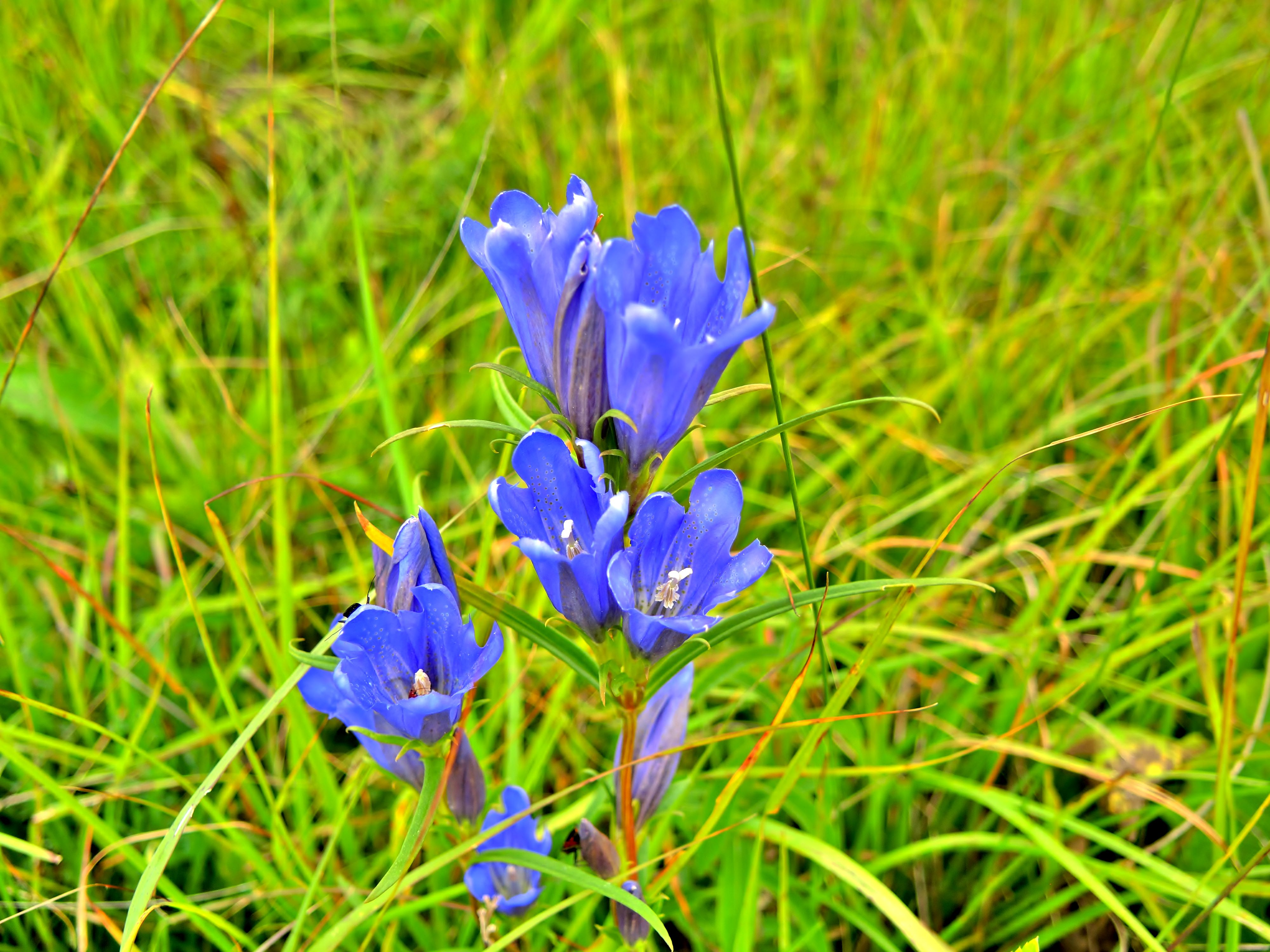
Gentiane des marais.
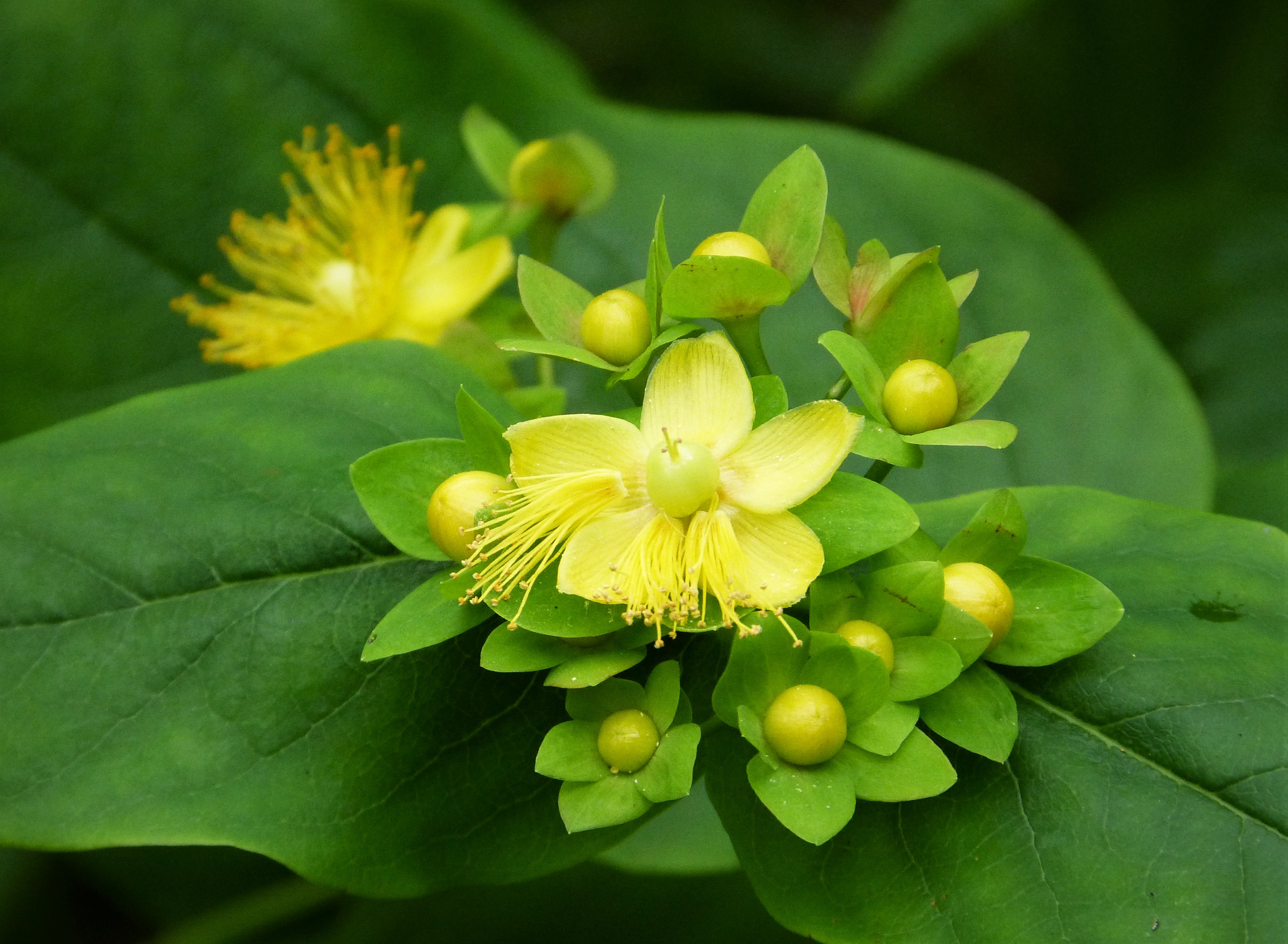
Millepertuis androsème.
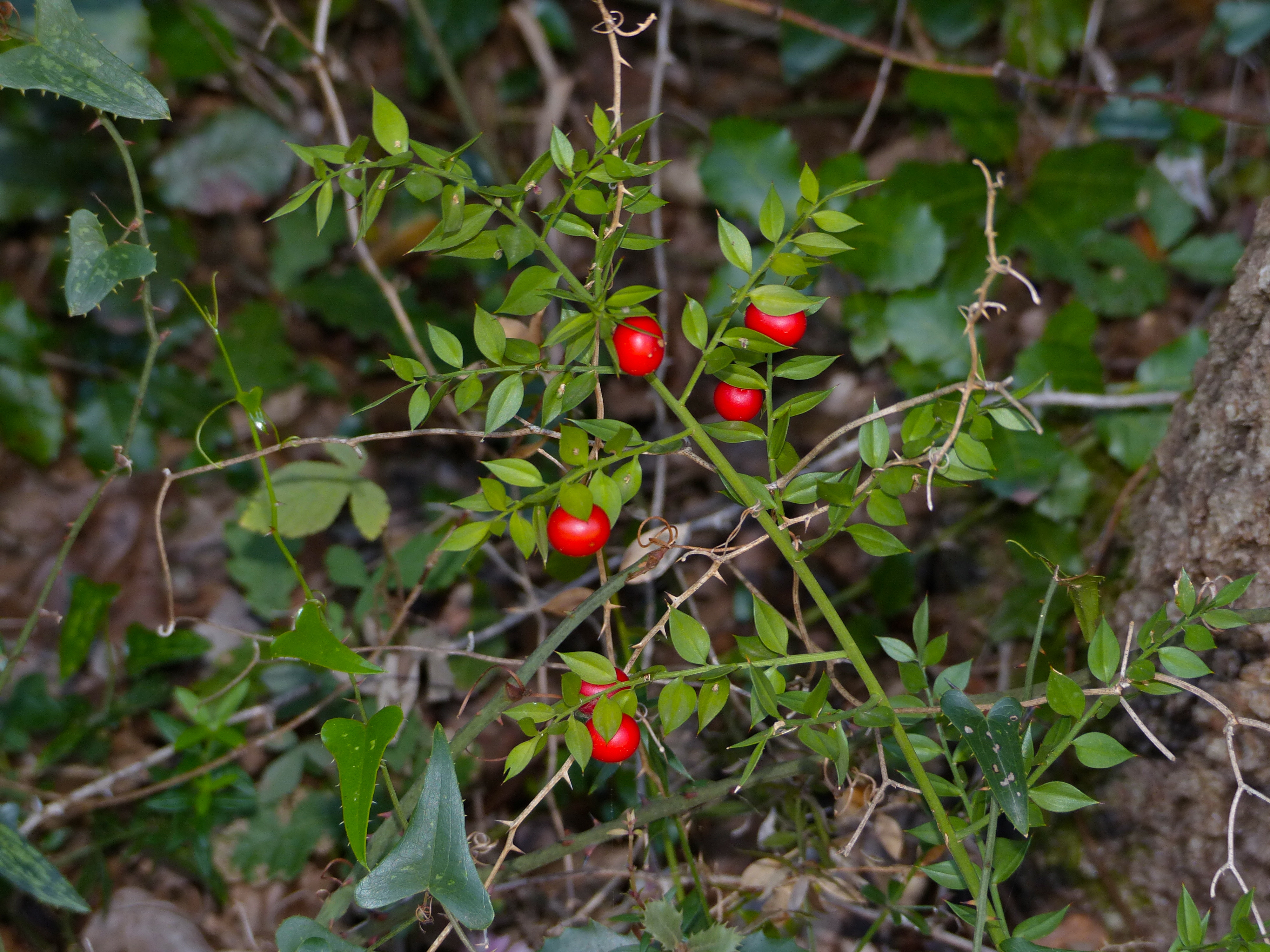
Fragon petit-houx.
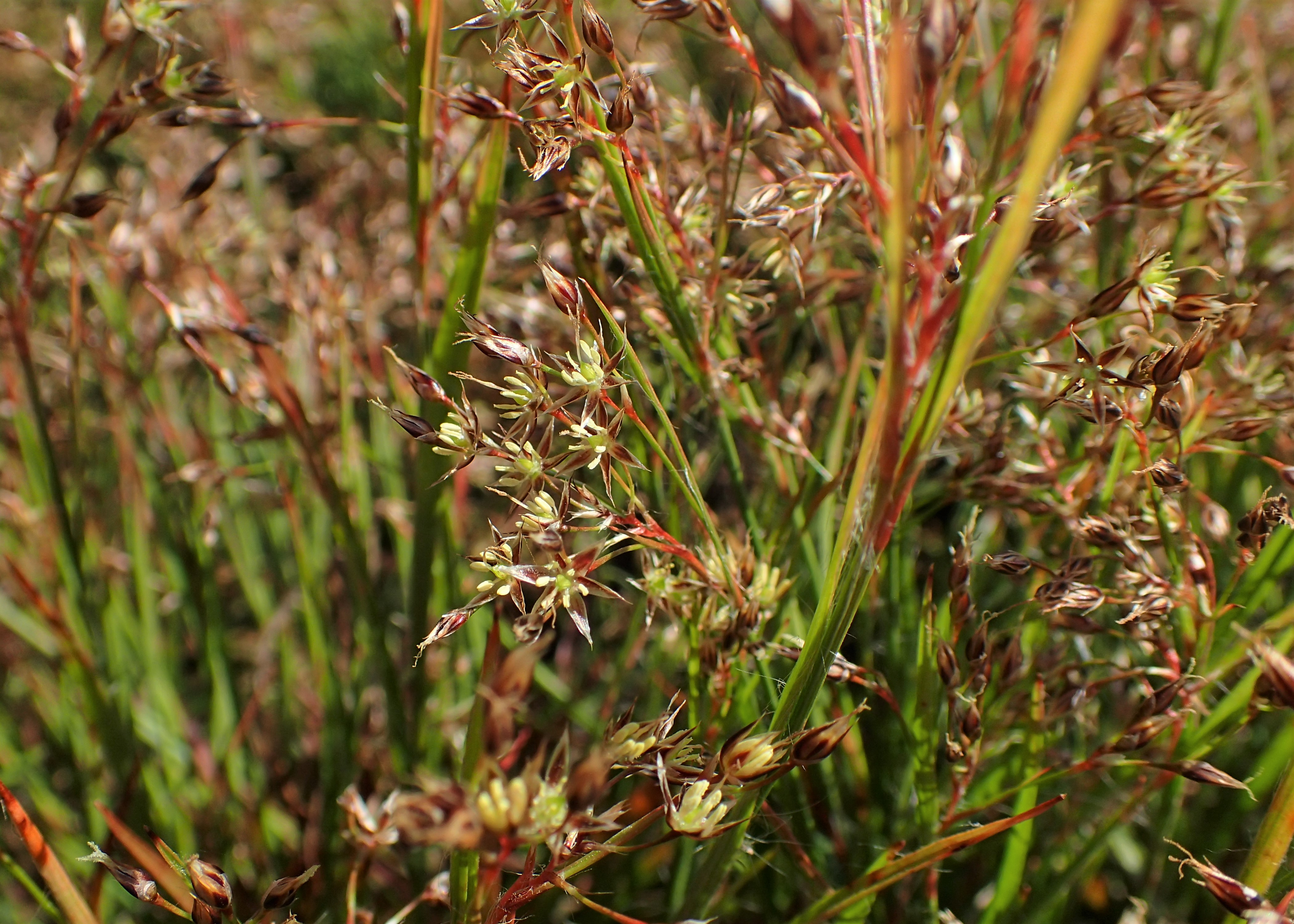
Luzule de Forster.

## Espaces connexes

### Natura 2000
Il existe un site du réseau Natura 2000 nommé « Vallée de la Tude ».
Son périmètre qui s'étend sur 1 557 hectares en Charente correspond au linéaire de la Tude et de ses affluents de tête de bassin, de façon quasi identique à celui de la ZNIEFF de type II « Vallées de la Nizonne, de la Tude et de la Dronne en Poitou-Charentes ».
Il s'agit d'une zone spéciale de conservation. Ce petit ensemble alluvial forme un « important corridor entre les bassins de la Charente et de la Garonne » pour le Vison d'Europe.
Seize espèces animales inscrites à l'annexe II de la directive habitats y ont été répertoriées, et vingt-six autres espèces animales importantes y ont été recensées. Parmi les quarante-deux espèces présentes, vingt-quatre n'ont pas déjà été citées précédemment : 
- six amphibiens : l'Alyte accoucheur (Alytes obstetricans), la Grenouille agile (Rana dalmatina), la Petite grenouille verte (Rana lessonae), la Rainette méridionale (Hyla meridionalis), le Sonneur à ventre jaune (Bombina variegata) et le Triton marbré (Triturus marmoratus) ;
- quatre insectes : l'Azuré du serpolet (Phengaris arion), le Cerf-volant (mâle) ou la Grande biche (femelle) (Lucanus cervus), le Damier de la succise (Euphydryas aurinia) et le Gomphe de Graslin (Gomphus graslinii) ;
- cinq mammifères : la Barbastelle d'Europe (Barbastella barbastellus), le Murin à oreilles échancrées (Myotis emarginatus), le Murin de Daubenton (Myotis daubentonii), la Noctule commune (Nyctalus noctula) et la Noctule de Leisler (Nyctalus leisleri) ;
- sept oiseaux : le Busard cendré (Circus pygargus), le Busard des roseaux (Circus aeruginosus), l'Engoulevent d'Europe (Caprimulgus europaeus), la Grue cendrée (Grus grus), le Milan royal (Milvus milvus), la Pie-grièche écorcheur (Lanius collurio) et le Pipit rousseline (Anthus campestris) ;
- un poisson : le Chabot fluviatile (Cottus perifretum) ;
- un reptile : le Lézard des murailles (Podarcis muralis).

### ZNIEFF
Dans le sud-est du département de la Charente et limité aux trois communes de Gurat, Salles-Lavalette et Vaux-Lavalette, le site « Tourbières de Vendoire » est une zone naturelle d'intérêt écologique, faunistique et floristique (ZNIEFF) de type I entièrement incluse dans la ZNIEFF de type II,.
Sur les onze espèces déterminantes d'animaux qui y ont été répertoriées, seuls deux mammifères : le Campagnol amphibie (Arvicola sapidus) et le Crossope aquatique (Neomys fodiens), sont des espèces différentes de celle de la ZNIEFF de type II. D'autres espèces animales supplémentaires sont également dans ce cas : seize mammifères : la Belette d'Europe (Mustela nivalis), le Campagnol agreste (Microtus agrestis), le Campagnol des champs (Microtus arvalis), le Campagnol de Gerbe (Microtus gerbei), le Campagnol roussâtre (Myodes glareolus), l'Écureuil roux (Sciurus vulgaris), la Fouine (Martes foina), le Hérisson commun (Erinaceus europaeus), le Lapin de garenne (Oryctolagus cuniculus), le Mulot sylvestre (Apodemus sylvaticus), la Musaraigne couronnée (Sorex coronatus), le Putois (Mustela putorius), le Rat des moissons (Micromys minutus), le Rat musqué (Ondatra zibethicus), le Renard roux (Vulpes vulpes) et la Taupe d'Europe (Talpa europaea), et vingt-cinq oiseaux : la Bergeronnette des ruisseaux (Motacilla cinerea), la Bergeronnette grise (Motacilla alba), le Bruant jaune (Emberiza citrinella), la Buse variable (Buteo buteo), le Canard colvert (Anas platyrhynchos), le Chardonneret élégant (Carduelis carduelis), le Coucou gris (Cuculus canorus), le Faucon crécerelle (Falco tinnunculus), la Fauvette à tête noire (Sylvia atricapilla), la Fauvette grisette (Sylvia communis), la Fauvette des jardins (Sylvia borin), la Foulque macroule (Fulica atra), la Gallinule poule d'eau (Gallinula chloropus), la Grive draine (Turdus viscivorus), la Grive musicienne (Turdus philomelos), l'Hypolaïs polyglotte (Hippolais polyglotta), le Pic épeiche (Dendrocopos major), le Pic vert (Picus viridis), le Pigeon ramier (Columba palumbus), le Pipit des arbres (Anthus trivialis), le Pipit farlouse (Anthus pratensis), le Pouillot véloce (Phylloscopus collybita), le Rossignol philomèle (Luscinia megarhynchos), la Rousserolle effarvatte (Acrocephalus scirpaceus) et le Tarier pâtre (Saxicola rubicola).
Pour la flore, les six espèces déterminantes de plantes des Tourbières de Vendoire sont identiques à celles de la ZNIEFF de type II mais 90 autres espèces supplémentaires y ont été répertoriées.